# Алиса в Стране чудес
«Приключе́ния Али́сы в Стране́ чуде́с» (англ. Alice’s Adventures in Wonderland; часто используется сокращённый вариант «Али́са в Стране́ чуде́с», Alice in Wonderland) — сказка, написанная английским математиком, поэтом и прозаиком Чарльзом Лютвиджем Доджсоном под псевдонимом Льюис Кэрролл и изданная в 1865 году. В ней рассказывается о девочке по имени Алиса, которая попадает сквозь кроличью нору в воображаемый мир, населённый странными антропоморфными существами. Сказка популярна среди детей и взрослых. Книга считается[кем?] одним из лучших образцов литературы в жанре абсурда; в ней используются многочисленные математические, лингвистические и философские шутки и аллюзии. Ход повествования и его структура оказали сильное влияние на искусство, особенно на жанр фэнтези. «Алиса в Зазеркалье» является сюжетным продолжением произведения. «Приключения Алисы в Стране чудес» является литературной обработкой рукописной книги «Приключения Алисы под землёй».

## Сюжет

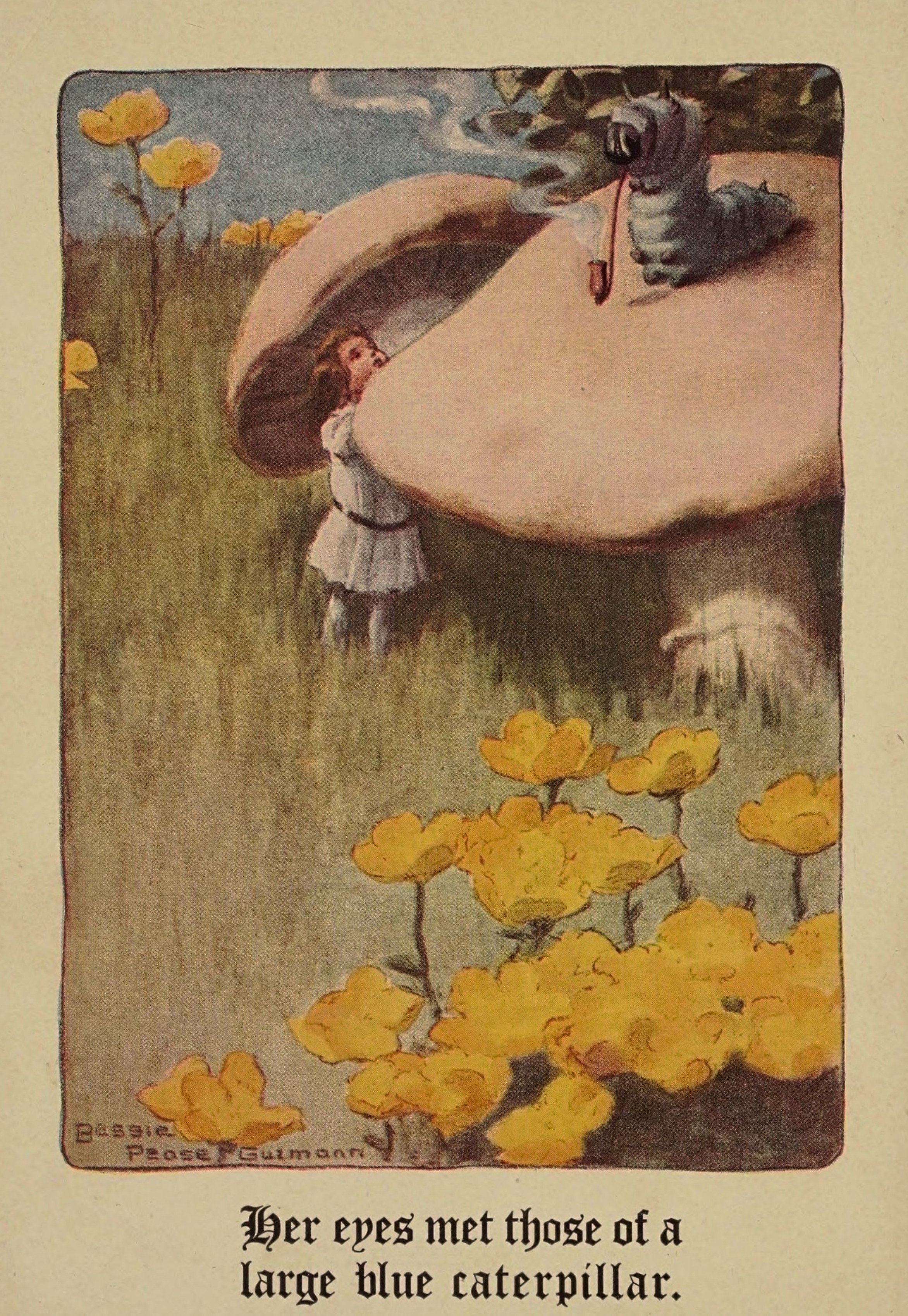
Алиса и Синяя Гусеница. Иллюстрация художницы Бесси Гутманн, 1907

Алиса, скучающая на берегу реки со своей сестрой, видит спешащего Белого Кролика, держащего в лапке карманные часы. Она следует за ним в кроличью нору, падает в неё и оказывается в зале со множеством запертых дверей. Там она находит ключ от маленькой 15-дюймовой двери, за которой виден сад, в который девочка хочет попасть; однако дверь для неё слишком мала.
Алиса обнаруживает различные предметы, которые увеличивают и уменьшают её рост. Поплакав, она замечает Кролика, который роняет веер и перчатки. Подобрав веер и обмахиваясь им, Алиса уменьшается в размере и попадает в море собственных слёз. Алиса встречает мышь и различных птиц, слушает рассказ о Вильгельме Завоевателе и для того, чтобы просохнуть, играет в «бег по кругу». Кролик просит Алису найти его вещи и посылает её в свой дом. Оставив там перчатки, Алиса выпивает странную жидкость из пузырька и вновь вырастает, едва помещаясь в жилище Кролика.
Последний, пытаясь выяснить, что происходит, посылает через дымовую трубу ящерку Билля, однако Алиса выталкивает его ногой обратно. Камешки, которыми в неё кидают, превращаются в пирожки; съев их, главная героиня вновь уменьшается и убегает из дома. В поисках сада, виденного ею через дверцу, она встречает Гусеницу. Та советует ей держать себя в руках и для того, чтобы обрести свой нормальный рост, откусить кусочек гриба.
Алиса следует её совету, но с ней начинают происходить различные метаморфозы: у неё то пропадают плечи, то вытягивается шея. Наконец она уменьшается до 9 дюймов и видит дом. Побеседовав с Лягушонком и войдя в здание, на кухне Алиса обнаруживает Чеширского Кота, Кухарку и Герцогиню, качающую младенца. Забрав ребёнка, девочка уходит из дома, а Герцогиня сообщает, что собирается идти на крокет. Однако младенец превращается в поросёнка, и Алисе приходится его отпустить.
На ветке дерева появляется Чеширский Кот. Сказав, что поблизости живут Болванщик и Мартовский Заяц, он исчезает. Алиса попадает на Безумное чаепитие, где пытается разгадать загадки, слушает размышления Шляпника о времени и сказку Сони-мыши о трёх сестричках. Обидевшись на грубость хозяев, Алиса уходит.
Войдя в дверь в одном из деревьев, главная героиня вновь попадает в зал и наконец-то проходит в сад. В нём она встречает Карточных стражей, которые по ошибке посадили белые розы вместо красных и перекрашивали их в нужный цвет. Через некоторое время к ним приближается процессия во главе с Червонными Королём и Королевой. Узнав о провинности солдат, Королева приказывает отрубить им головы, но Алиса незаметно прячет приговорённых в цветочный горшок. От Кролика Алиса узнаёт, что Герцогиня приговорена к смертной казни.
Все пришедшие начинают играть в крокет, используя фламинго в качестве клюшек, а ежей вместо мячей. Королева пытается отрубить голову и Чеширскому Коту, однако реализовать это намерение ей не удаётся — у кота в наличии только голова, которая постепенно тает. Поговорив с Герцогиней о морали, Алиса вместе с Королевой отправляется к Черепахе Квази и Грифону. Черепаха рассказывает о своём прошлом, когда она была настоящей черепахой, поёт песни и танцует. Затем главная героиня вместе с Грифоном торопятся на суд.
Там судят Валета Червей, который украл семь тарталеток у Королевы, а председательствует сам Червонный Король. Первым свидетелем выступает Шляпник, который рассказывает о том, как он готовил бутерброд. Вторая свидетельница — Кухарка, сообщившая суду о том, что тарталетки делают из перца. Последней свидетельницей вызывают саму Алису, которая внезапно начинает расти. Королева хочет отрубить голову и Алисе, требуя, чтобы присяжные вынесли приговор вне зависимости от виновности подсудимого. Девочка увеличивается до своего обычного роста; все карты поднимаются в воздух и летят ей в лицо.
Алиса просыпается и обнаруживает, что лежит на берегу, а сестра смахивает с неё сухие листья. Главная героиня сообщает сестре, что видела странный сон, и бежит домой. Её сестра, которая тоже задремала, тоже видит Страну Чудес и её обитателей.

## Оглавление
| № гла- вы | Оригинал                        | Анонимный перевод               | Перевод Александры Рождествен-ской                    | Перевод Матильды Гранстрем    | Перевод Владимира Набокова              | Перевод Нины Демуровой         | Перевод Бориса Заходера                                                 | Перевод Александра Щербакова   | Перевод Владимира Орла                          | Пересказ Леонида Яхнина              | Перевод Николая Старилова         | Перевод Дмитрия Ермоловича          |
| год       | 1865                            | 1879                            | 1908                                                  | 1908                          | 1923                                    | 1966                           | 1971                                                                    | 1977                           | 1988                                            | 1991                                 | 2000                              | 2016                                |
| --------- | ------------------------------- | ------------------------------- | ----------------------------------------------------- | ----------------------------- | --------------------------------------- | ------------------------------ | ----------------------------------------------------------------------- | ------------------------------ | ----------------------------------------------- | ------------------------------------ | --------------------------------- | ----------------------------------- |
| 1         | Down the Rabbit Hole            | У кролика в норке               | В кроличьей норке                                     | В норке кролика               | Нырок в кроличью норку                  | Вниз по кроличьей норе         | Глава 1, в которой Алиса чуть не провалилась сквозь землю               | В недрах кроличьей норы        | Вдогонку за кроликом                            | Кувырком за кроликом                 | Вниз по кроличьей норе            | Под землю через кроличью нору       |
| 2         | The Pool of Tears               | Слёзная лужа                    | Слёзный пруд                                          | Слёзный прудок                | Продолжение                             | Море слёз                      | Глава 2, в которой Алиса купается в слезах                              | Море слёз                      | Море слёз                                       | Наплаканное море                     | Лужа слёз                         | Озеро слёз                          |
| 3         | The Caucus Race and a Long Tale | Игра в горелки                  | Скачки наперегонки и длинный рассказ                  | Рассказ мышки                 | Игра в куралесы и повесть в виде хвоста | Бег по кругу и длинный рассказ | Глава 3, в которой происходит кросс по инстанциям и история с хвостиком | Потасовка с подтасовкой        | Бег от Ня и хвост истории                       | История с бестолкотнёй и с хвостиком | Партийные гонки и Длинная История | Бег по инстанциям и длинный рассказ |
| 4         | The Rabbit Sends a Little Bill  | Кролик посылает Ваську на врага | Кролик посылает Билля к себе в дом                    | Домик кролика                 | Кто-то летит в трубу                    | Билль вылетает в трубу         | Глава 4, в которой маленький Биль вылетает в трубу                      | Как чуть не убили Билли        | Алиса протягивает ноги, а Билл вылетает в трубу | Битый Билл                           | Кролик посылает малыша Билла      | Билли вылетает в трубу              |
| 5         | Advice from a Caterpillar       | Советник-червяк                 | Совет червяка                                         | Совет гусеницы                | Совет гусеницы                          | Синяя Гусеница даёт совет      | Глава 5, в которой Червяк даёт полезные советы                          | По подсказке Шелкопряда        | Так советует гусеница                           | Бабочкина Куколка                    | Совет гусеницы                    | Советы гусеницы                     |
| 6         | Pig and Pepper                  | Поросёночек                     | Поросёнок и перец                                     | Поросёнок и перец             | Поросёнок и перец                       | Поросёнок и перец              | Глава 6, в которой встречаются Поросёнок и Перец                        | Перец и порося                 | Поросёнок и перец                               | Перчёный поросёнок                   | Свинья и Перец                    | Поросёнок и перец                   |
| 7         | A Mad Tea-Party                 | Шальная беседа                  | Безумное чаепитие, Шляпочник, мартовский заяц и сурок | Бестолковое общество          | Сумасшедшие пьют чай                    | Безумное чаепитие              | Глава 7, в которой пьют чай как ненормальные                            | Чаепитие со сдвигом            | Не все дома, но все пьют чай                    | Необычайное чаепитие                 | Безумное чаепитие                 | Сумасшедшее чаепитие                |
| 8         | The Queen’s Croquet Ground      | Игра в крокет                   | Крокет у королевы                                     | Крокетное поле королевы       | Королева играет в крокет                | Королевский крокет             | Глава 8, в которой играют в крокет у Королевы                           | Партия в крокет                | Королевский крокет                              | На крокете у Королевы                | Правила Королевского Крокета      | Королевский крокет                  |
| 9         | The Mock Turtle’s Story         | Соня в зверинце                 | История поддельной черепахи                           | История о поддельной черепахе | Повесть Чепупахи                        | Повесть Черепахи Квази         | Глава 9, из которой мы узнаём историю Деликатеса                        | История Черепахи-Телячьи-Ножки | История М. М. Гребешка                          | Морские мороки                       | История Мнимой Черепахи           | История Якобы-Черепахи              |
| 10        | Lobster Quadrille               | Соня в зверинце                 | Кадриль омаров                                        | Танец омаров                  | Омаровая кадриль                        | Морская кадриль                | Глава 10, в которой танцуют Раковую Кадриль                             | Кадриль «Омарочка»             | Фоксшпрот                                       | Пара для Омара                       | Кадриль дядюшки Омара             | Омаринская                          |
| 11        | Who Stole the Tarts?            | Заседание суда                  | Кто утащил пирожки?                                   | Кто съел ватрушки?            | Кто украл пирожки?                      | Кто украл крендели?            | Глава 11, в которой выясняется, кто стащил пирожки                      | Кто украл пирожные?            | Кто стащил пирожки?                             | Сколько конфет украл Валет?          | Кто украл пироги?                 | Кто украл пирожные?                 |
| 12        | Alice’s Evidence                | Заседание суда                  | Показание Алисы                                       | Аня умнее всех                | Показание Ани                           | Алиса даёт показания           | Глава 12, в которой Алиса свидетельствует                               | Алисины улики                  | Слово — Алисе!                                  | Алисин сон                           | Показания Алисы                   | Алисины показания                   |

Иллюстрации Джона Тенниела
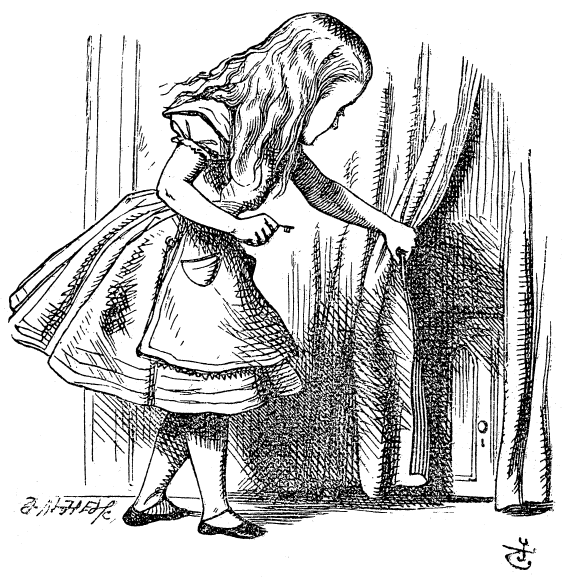
Алиса приоткрывает штору
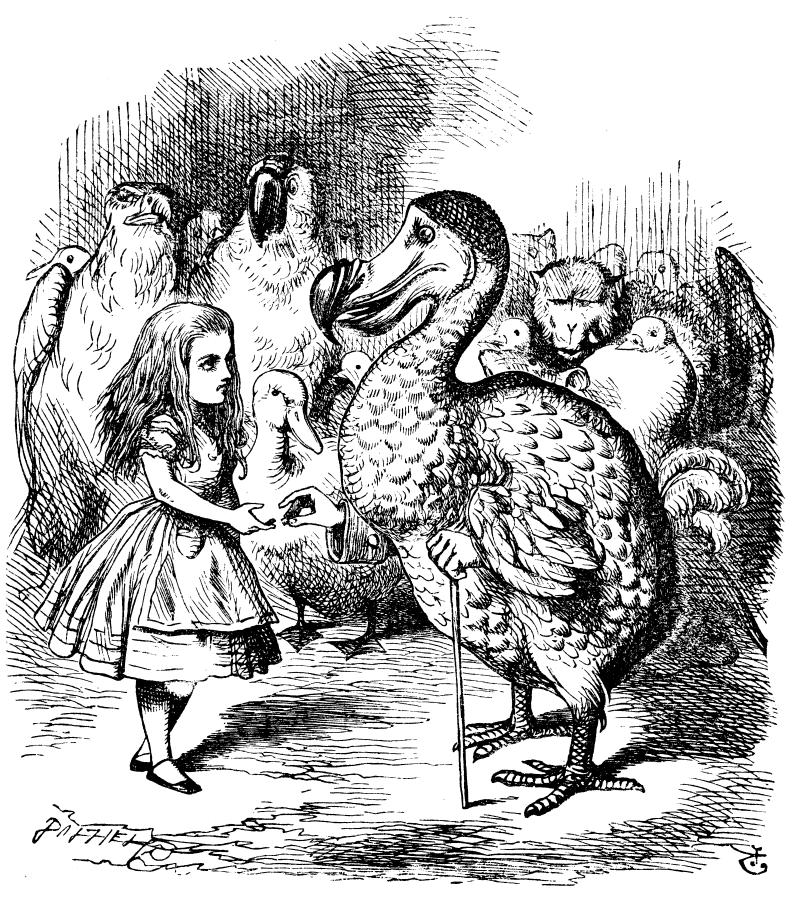
Алиса и Додо в окружении зверей
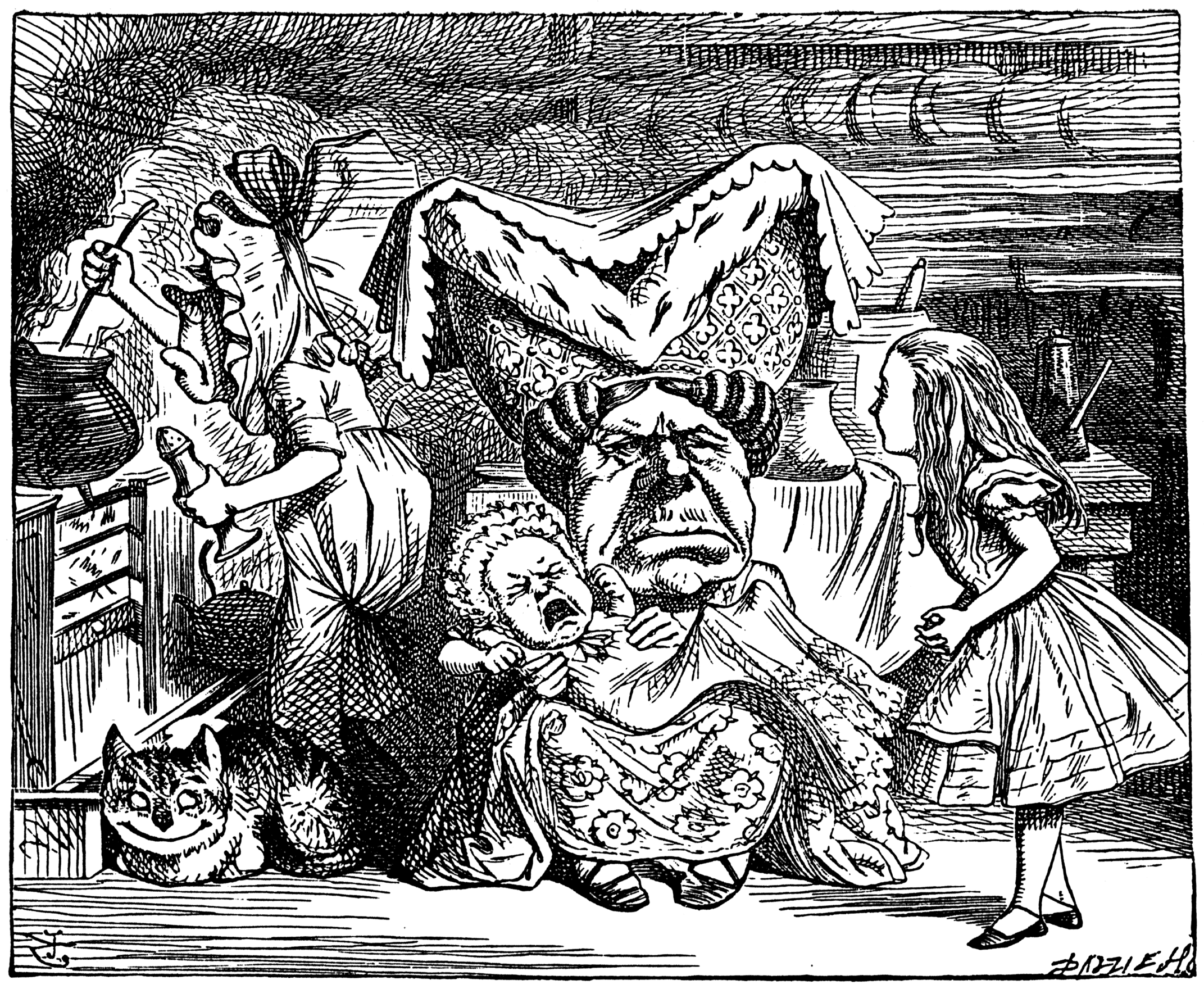
Герцогиня с младенцем
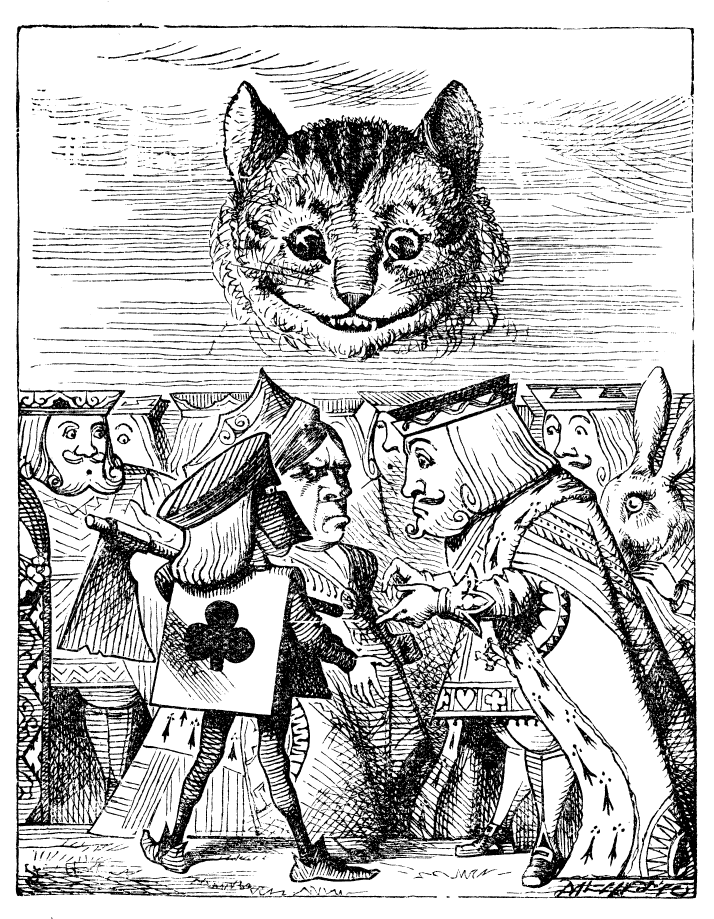
Чеширский Кот над Королём, Королевой и Палачом
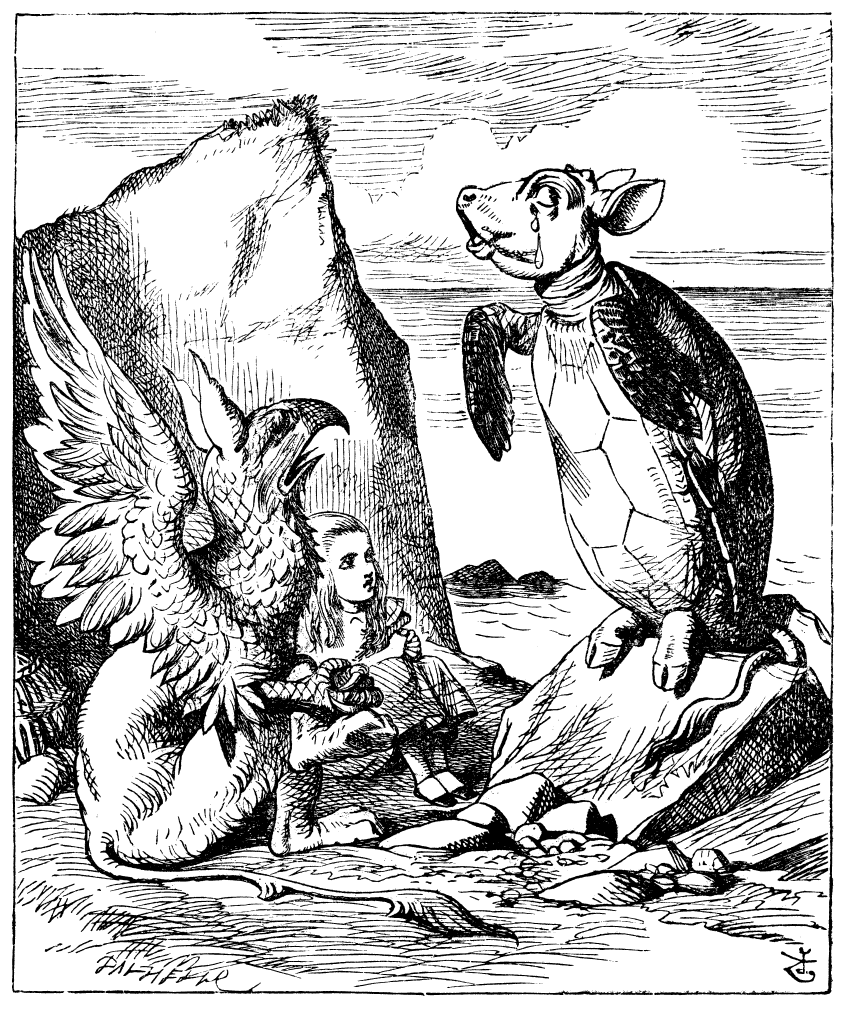
Грифон и Алиса слушают Черепаху Квази
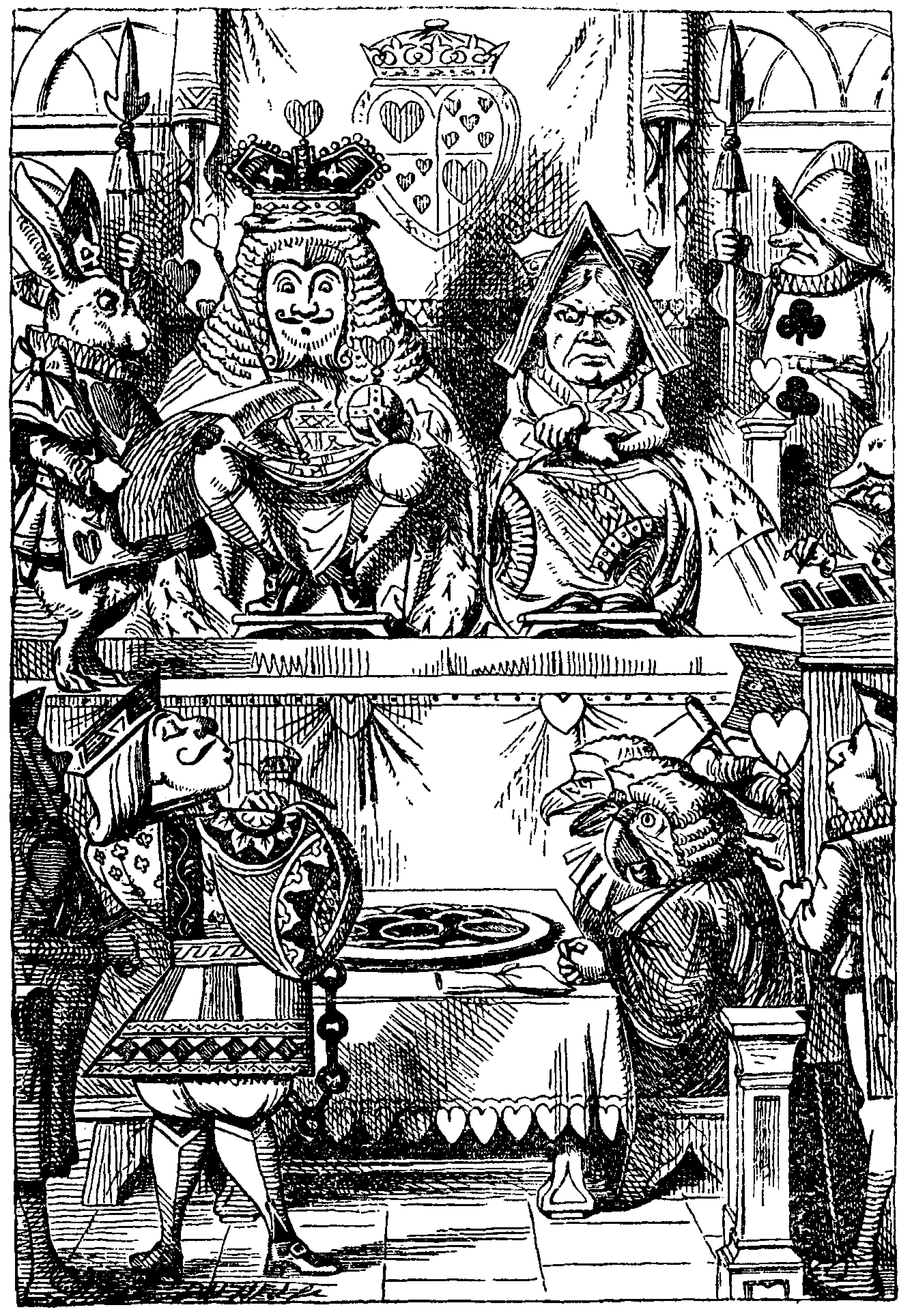
Король и Королева судят Валета

## Персонажи

### Алиса
Алиса (англ. Alice) — главная героиня сказки, которой около семи лет. Считается, что прототипом образа протагонистки являлась подруга автора, Алиса Плезенс Лидделл, хотя сам Доджсон несколько раз упоминал, что образ его «маленькой героини» не был основан на реальном ребёнке и является полностью вымышленным. В романе Алиса предстаёт в качестве школьницы с причудливо-логическим складом ума, чьи прямые волосы «вечно лезут в глаза». Кэрролл в своей статье «Алиса на сцене» (англ. Alice on the Stage) описывал персонажа любящую как собаку — нежную, словно лань, учтивую по отношению ко всем, доверчивую и «любознательную до крайности, с тем вкусом к Жизни, который доступен только счастливому детству, когда всё ново и хорошо, а Грех и Печаль всего лишь слова — пустые слова, которые ничего не значат!»:25-26, по изд. 1998 г..

### Белый Кролик
Белый Кролик (англ. White Rabbit) — говорящее животное с глазами розового цвета, одетое в жилетку и лайковые перчатки. Он носит часы в кармане и живёт в «чистеньком домике» с надписью: «Б. Кролик». В первых главах Кролик куда-то опаздывает, в четвёртой пытается попасть в свой дом, а в финале произведения сопровождает королевскую чету и выступает в качестве глашатая. Автор отмечает, что Кролик создан для контраста с главной героиней. В противовес её «юности», «целенаправленности», «смелости» и «силе» ему соответствуют такие черты как «преклонный возраст», «боязливость», «слабоумие» и «нервная суетливость»:Гл. 2, к. 2. Доджсон, визуализируя образ персонажа, говорит что «Белый Кролик <…> носит очки, и я уверен, что голос у него должен быть неуверенный, колени — дрожать, а весь облик — бесконечно робкий». В «Приключениях Алисы под землёй» Кролик вместо веера роняет букет цветов. Алиса впоследствии уменьшается, вдохнув их аромат. Возможно, персонаж был создан под впечатлением от статуи кролика из Рипонского собора.

### Додо
Додо (англ. Dodo) — птица, которую Алиса обнаруживает на берегу рядом с Морем Слёз. Орлёнок Эд отмечает, что Додо говорит «не по-человечески»: его речь перегружена научными терминами. Он устраивает «бег по кругу», после чего объявляет победителями всех, кто участвовал в забеге. В результате Алисе приходится каждому подарить по цукату, а самой — получить от Додо свой собственный напёрсток. Птица Додо является отражением самого Кэрролла. Когда писатель заикался, он произносил своё имя как «До-До-Доджсон». Впоследствии, когда биография писателя вошла в «Британскую энциклопедию», она шла непосредственно перед статьёй «Додо».
Обычно его изображают похожим на вымершего дронта.

### Гусеница
Гусеница (англ. Caterpillar) — насекомое синего цвета и трёхдюймового роста, встречающееся в 4-й и 5-й главах. Он восседает на белом грибе и курит кальян. Совет Гусеницы о том, что нужно всегда держать себя в руках, выразительно пародирует основной приём морализаторской литературы для детей начала XIX века. По мнению философа Питера Хита (англ. Peter Heath), Гусеница придерживается философских взглядов Локка на неизменность личности, которая выражается в устойчивости памяти. Личность осознаёт себя как таковую, поскольку помнит собственное прошлое. В поздней версии сказки Гусеница просит Алису откусить от разных сторон гриба, в то время как в первоначальной — от шляпки и от ножки. Гарднер предполагает, что наиболее вероятный вид гриба, на котором сидит Гусеница — Amanita fulva.

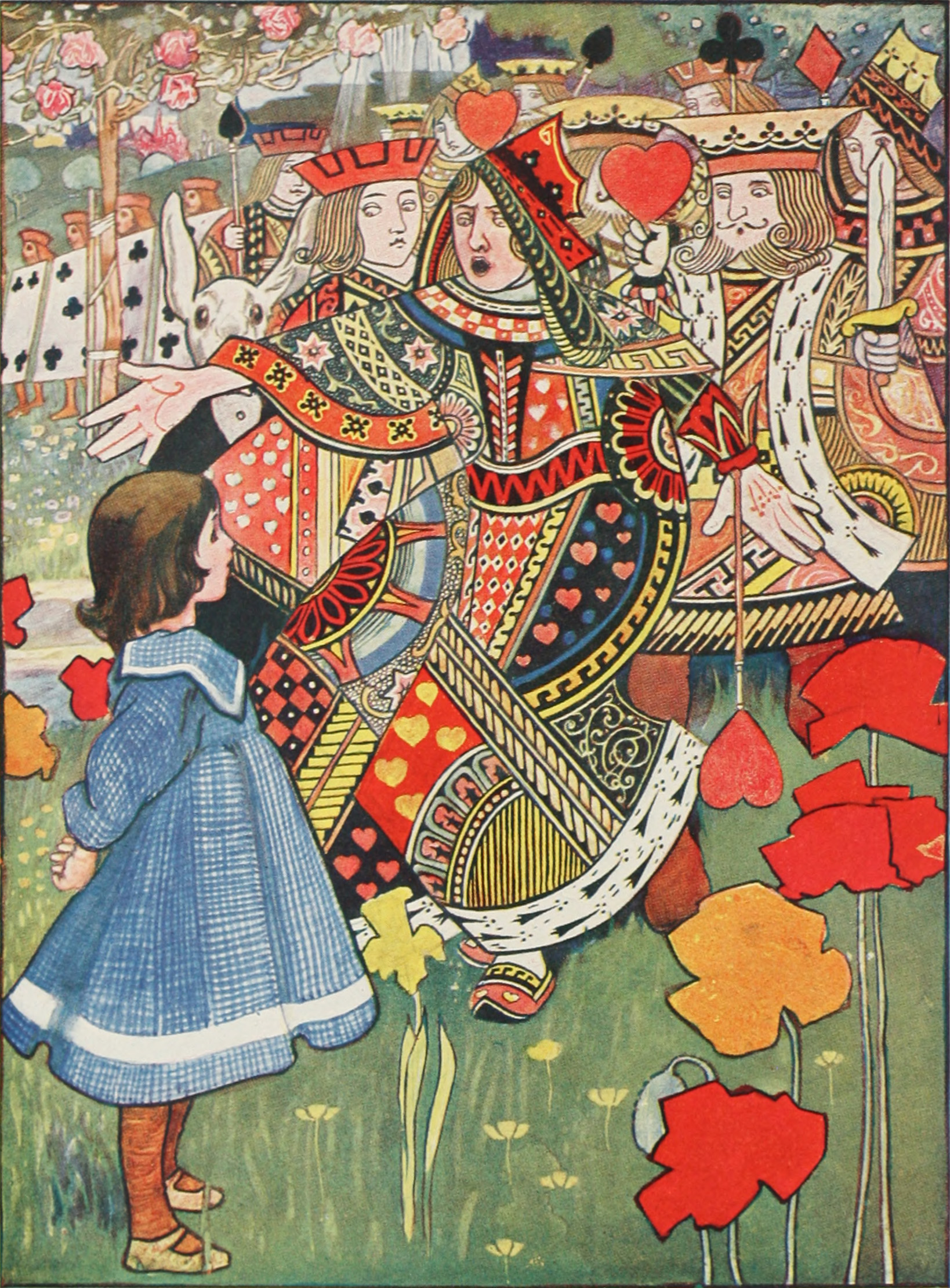
Алиса, Червонный Король и Королева. Иллюстрация Чарли Робинсона

### Чеширский Кот
Чеширский Кот (англ. Cheshire Cat) — кот Герцогини, который часто улыбается. Вид у персонажа добродушный, однако у него много зубов и длинные когти. Алиса ласково называла его Чешик и считала своим другом. Сам кот думает, что находится не в своём уме, поскольку (в отличие от собак) ворчит, когда доволен, и виляет хвостом, когда сердится. Он умеет исчезать — как полностью, так и частично, — оставляя только улыбку или голову. Во времена Кэрролла в ходу была поговорка: «Улыбается как чеширский кот». Объясняя происхождение поговорки, исследователи выдвинули две теории. Согласно первой, в графстве Чешир некий неизвестный маляр рисовал ухмыляющихся львов над дверями таверн. Согласно второй, чеширским сырам иногда придавали форму улыбающихся котов. «Это особенно в стиле Кэрролла, — утверждает доктор Филлис Гринейкер, — ибо в таком случае можно принять фантастическую идею, что кот из сыра может съесть крысу, которая съела бы сыр!» По другой версии, Кэрролл придумал персонажа под впечатлением вырезанного из песчаника кота на западной стороне церкви Святого Уилфрида в деревне Грэппенхолл. Персонаж отсутствует в ранней версии сказки.

### Герцогиня
Герцогиня (англ. Duchess) — впервые её упоминает Кролик во второй главе. В шестой главе она качает младенца, которого впоследствии передаёт Алисе. Её кухарка, приготовив суп, начинает швырять в Герцогиню всё, что ей попадалось под руку. Во время игры в крокет Алиса узнаёт от Кролика, что Королева приговорила Герцогиню к казни за то, что та надавала ей пощёчин. Впоследствии Королева смягчилась и не стала требовать приведения приговора в исполнение. У персонажа острый подбородок, и сама Алиса считает её «очень уродливой». В ранней версии сказки Белый Кролик боялся не Герцогини, а некой Маркизы (англ. Marchioness).

### Болванщик
Болванщик (англ. Mad Hatter, букв. «Безумный Шляпник») — шляпных дел мастер, один из участников Безумного Чаепития. При встрече с Алисой ведёт себя нетактично, поэтому главная героиня просит его «не переходить на личности». Загадывает ей загадки и периодически пытается разбудить Мышь-Соню. По выражению Чеширского Кота, Болванщик находится «не в своём уме». Помимо того, что персонаж постоянно пьёт чай, он занимается продажей шляп и поёт песни на концерте. На суде он выступил первым свидетелем, охарактеризовав себя как «маленького человека», который является таким же круглым, как и его шляпы. Персонаж не фигурировал в первоначальном варианте сказки. Его имя и характер предположительно возникли от поговорки «Безумен как шляпник» (англ. Mad as a hatter). Та, в свою очередь, основывалась на том факте, что шляпники действительно могли сходить с ума из-за паров ртути, использовавшихся для обработки фетра. Впрочем, доктор медицины Х. Уолдрон (англ. Waldron) опровергает эту теорию, заявляя, что отравление ртутью может вызывать психическое расстройство, сопряжённое с чрезмерной робостью, тревожностью и ненавязчивостью, что никак не соответствует образу эксцентричного и экстравагантного Болванщика.

### Мартовский заяц
Мартовский заяц (англ. March Hare) — сумасшедший заяц, которого Алиса встречает на Безумном Чаепитии. Он предлагает маленькой девочке выпить вина и считает, что нужно всегда говорить то, что думаешь. Персонаж также присутствовал на суде над Валетом Червей, где всё отрицал. Заяц не фигурировал в раннем варианте сказки. На появление персонажа повлияла поговорка, популярная во времена Кэрролла — «Безумен как мартовский заяц» (англ. Mad as a March hare). Сама фраза исходит из наблюдения за «безумными прыжками» зайцев в марте в период спаривания.

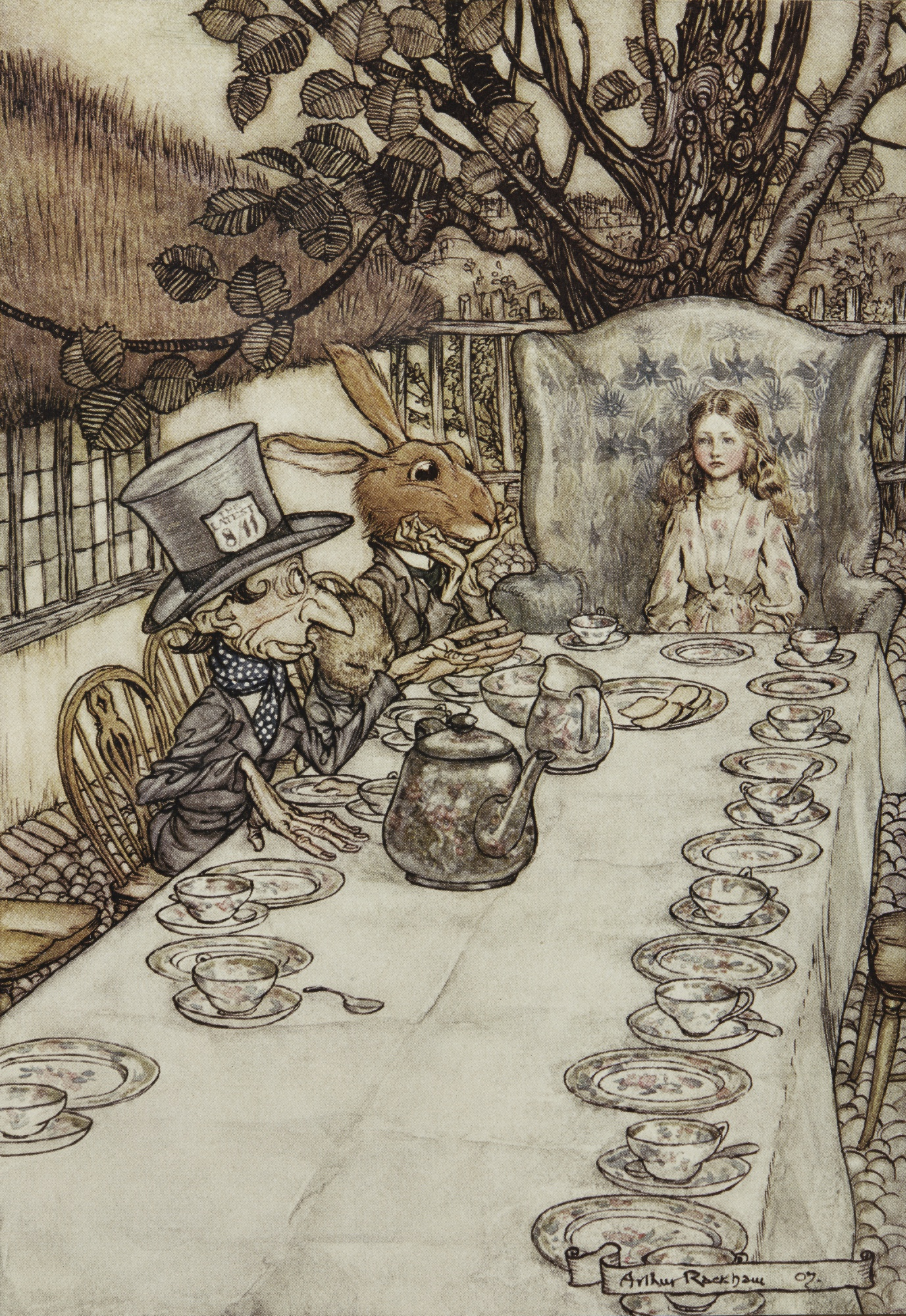
Безумное чаепитие: Болванщик, Соня, Мартовский заяц и Алиса. Иллюстрация Артура Рэкхэма

### Соня
Соня (англ. Dormouse) — Соня-мышь, участница безумного Чаепития. Большую часть времени спит; Болванщик и Заяц используют её в качестве подушки. Иногда во сне она начинает петь, тогда её щиплют за бока, чтобы она остановилась. Во время судебного заседания Соня делает замечание Алисе за слишком быстрый рост. Соня также не встречается в ранней версии произведения. Английская соня — грызун, живущий на дереве, скорее всего орешниковая соня. Слово dormouse происходит от латинского глагола dormire, что в переводе означает «спать». Сони этого вида зимой впадают в спячку. Они ночные животные, так что даже в мае днём спят. Возможно прототипом персонажа был ручной вомбат Данте Россетти, знакомого Доджсона, любивший спать на столе. Согласно событиям сказки, Соня периодически находилась в чайнике. Это обосновывается тем, что дети во времена викторианской Англии держали сонь в качестве домашних животных в чайниках, которые заполнялись травой и сеном:7/15. Норберт Винер отмечал, что философы Джон Эллис Мак-Таггарт, Джордж Эдвард Мур и Бертран Рассел походили на Соню и Мартовского Зайца. Всех троих в Кембридже называли «Троица Безумного чаепития».

### Грифон
Грифон (англ. Gryphon) — мифическое существо с головой и крыльями орла и телом льва. Впервые появляется в 9 главе, в которой сопровождает Алису, а в последний раз — на суде. На протяжении разговоров Грифон периодически подкашливает. По собственному признанию, он получил «классическое образование» — со своим учителем он целый день играл в классики.
Гарднер указывает, что в иных произведениях Грифон символизирует собой христианскую церковь (в частности, в «Божественной комедии» Данте Алигьери), или союз Бога и человека во Христе. Вероятным прототипом персонажа была скульптура грифона в Рипонском соборе. В сказке Грифон и Черепаха Квази являют собой шарж на сентиментальных выпускников Оксфорда.

### Черепаха Квази
Черепаха Квази (англ. Mock-Turtle) — черепаха с телячьей головой, хвостом, большими глазами и копытами на задних лапах. Квази говорил, что когда-то он был настоящей Черепахой и ходил в школу на дне моря, в которой он учился французскому языку, музыке, арифметике, грязнописанию и другим наукам. На протяжении 10-й главы Квази рассказывает о морской кадрили с омарами и поёт песни. Королева сообщает, что именно из этого персонажа готовят квази-черепаший суп. Это блюдо, которое обычно готовят из телятины, является имитацией настоящего супа из зелёной морской черепахи. В сказке персонаж постоянно плачет. Это обосновывается с биологической точки зрения: морские черепахи действительно часто льют слёзы — таким образом они удаляют соль из своего организма.

### Червонная Королева
Червонная Королева (англ. Queen of Hearts) в сказке предстаёт жестоким антагонистом, которая с определённой периодичностью пытается отрубить голову многим другим персонажам. Она часто пребывает в раздражённом или яростном состоянии. Обладает громким пронзительным голосом. Алиса испытывает антипатию к Королеве. В статье «Алиса на сцене» Кэрролл представлял себе Червонную Королеву воплощением безудержной страсти, нелепой и бессмысленной ярости. Гарднер заявлял, что королевские распоряжения о казнях возмущали многих специалистов детской литературы, считавших, что в сказках не должно быть никакого насилия. Он иронично заметил, что нормального ребёнка эти сцены забавляют и подобные книги нельзя давать в руки только взрослым, проходившим курс психоанализа.

Витражи церкви Всех святых в Дарсбери
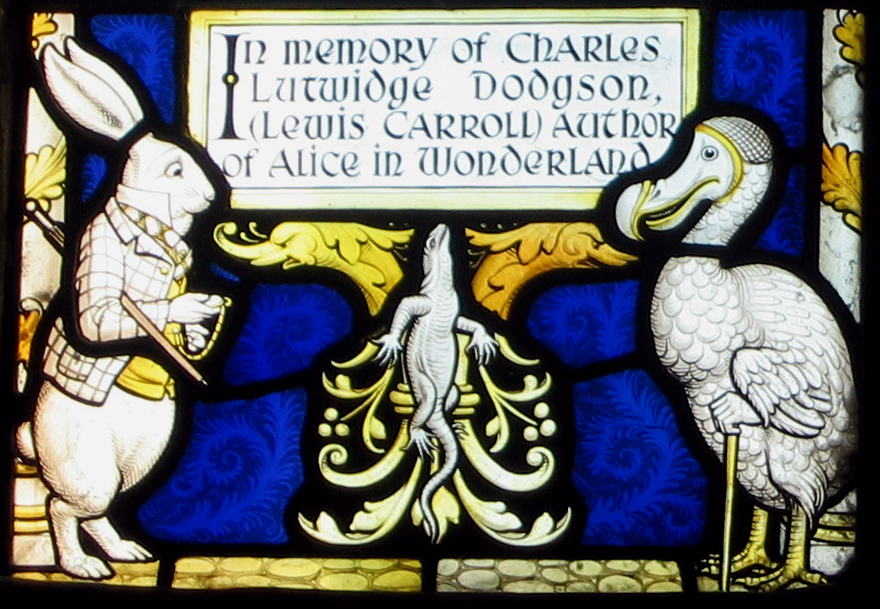
Белый Кролик, Ящерка Билль и Додо
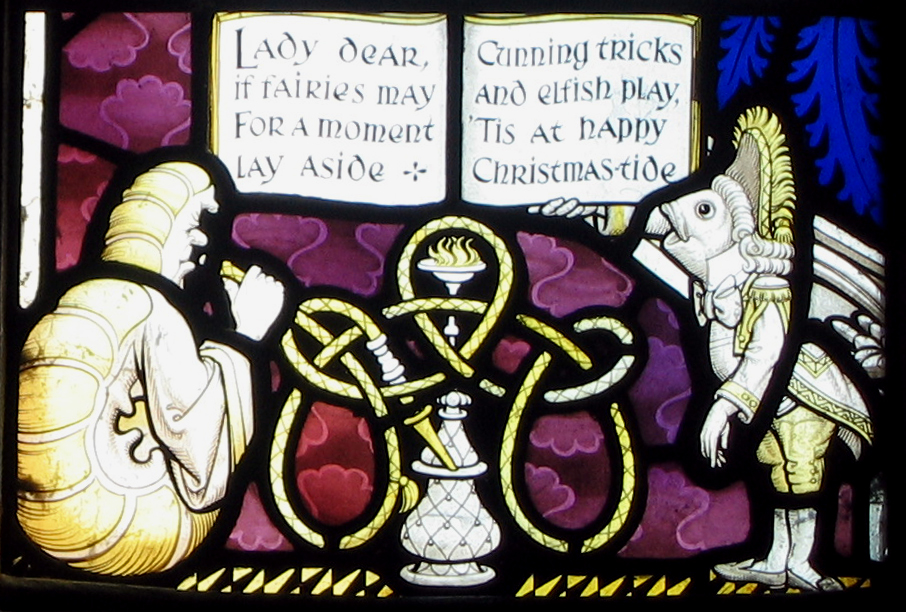
Гусеница и Лакей-Лещ
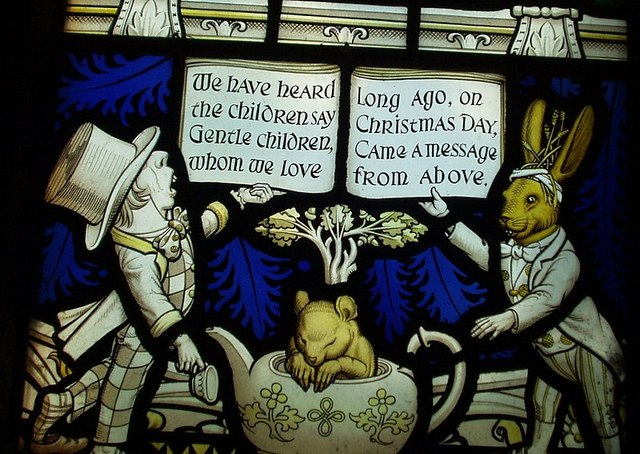
Болванщик, Соня и Мартовский заяц
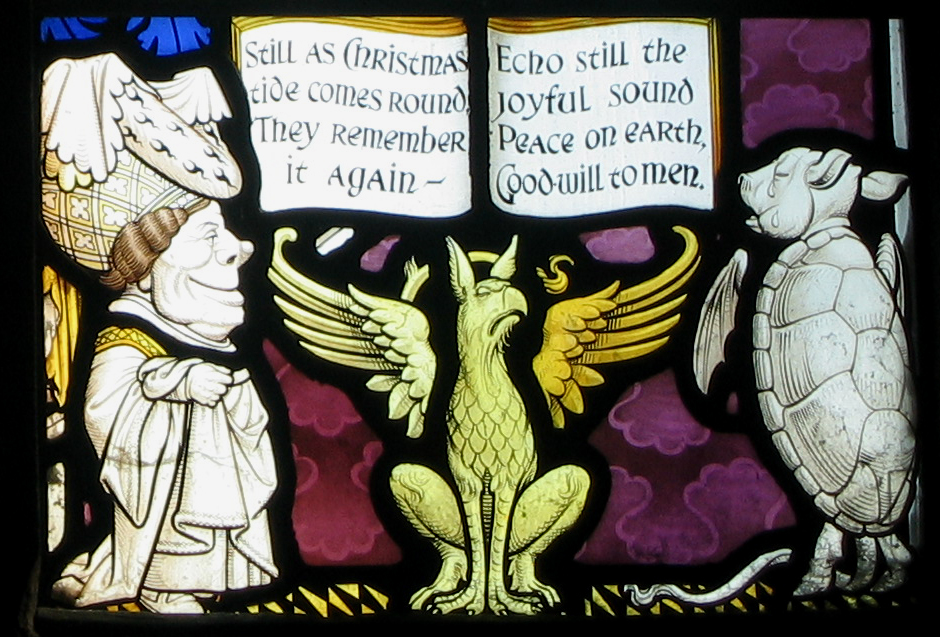
Герцогиня, Грифон и Черепаха Квази
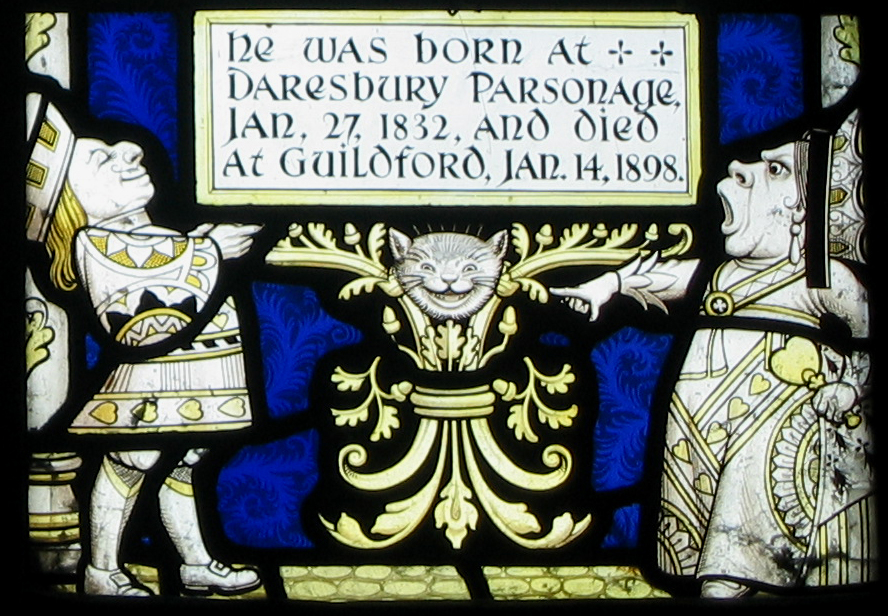
Червонный Валет, Чеширский кот и Червонная Королева

## Варианты переводов имён персонажей на русский язык
| Оригинал              | Анонимный перевод      | Александра Рождественская | Матильда Гранстрем     | Владимир Набоков         | Нина Демурова                    | Борис Заходер                 | Александр Щербаков        | Владимир Орёл         | Леонид Яхнин           | Николай Старилов      | Дмитрий Ермолович         |
| --------------------- | ---------------------- | ------------------------- | ---------------------- | ------------------------ | -------------------------------- | ----------------------------- | ------------------------- | --------------------- | ---------------------- | --------------------- | ------------------------- |
| 1865                  | 1879                   | 1908                      | 1908                   | 1932                     | 1966                             | 1971                          | 1977                      | 1988                  | 1991                   | 2000                  | 2016                      |
| Alice                 | Соня                   | Алиса                     | Аня                    | Аня                      | Алиса                            | Алиса                         | Алиса                     | Алиса                 | Алиса                  | Алиса                 | Алиса                     |
| White Rabbit          | Белый кролик           | Белый кролик              | Белый кролик           | Дворянин Кролик Трусиков | Белый Кролик                     | Белый Кролик                  | Белый Кролик              | Белый Кролик          | Белый Кролик           | Белый Кролик          | Белый Кролик              |
| Mad Hatter            | Враль-Илюшка           | Шляпочник                 | Шляпкин                | Шляпник                  | Болванщик                        | Шляпа                         | Шляпочник                 | Шляпник               | Котелок                | Шляпник               | Шляпник                   |
| William the Conqueror | Наполеон               | Вильгельм Завоеватель     | Квакун двадесятый      | Владимир Мономах         | Вильгельм Завоеватель            | Вильгельм Завоеватель         | Вильгельм Завоеватель     | Вильгельм Завоеватель | Вильгельм Замалеватель | Вильгельм Завоеватель | Вильгельм Завоеватель     |
| Pigeon                | Голубка                | Голубка                   | Голубь                 | Голубь                   | Горлица                          | Голубка                       | Голубка                   | Синица                | Голубка                | Голубь                | Голубка                   |
| Gryphon               | Грифон                 | Гриф                      | Гриф                   | Гриф                     | Грифон                           | Грифон                        | Грифон                    | Грифон                | Грифон                 | Грифон                | Грифон                    |
| Dodo                  | Журавль                | Додо                      | Селезень Додо          | Дронт                    | Додо                             | Ископаемый Дронт (Птица Додо) | Додо-Каких-Уже-Больше-Нет | Додо                  | Древний Дронт          | Вымершая птица Дронт  | Додо                      |
| Canary                | Канарейка              | Канарейка                 | Канарейка              | Канарейка                | Канарейка                        | Канарейка                     | Канарейка                 | Канарейка             | Молодая Канарейка      | Канарейка             | Канарейка                 |
| Cook                  | Кухарка                | Кухарка                   | Кухарка                | Кухарка                  | Кухарка                          | Повариха                      | Кухарка                   | Кухарка               | Стряпуха               | Повариха              | Кухарка                   |
| Fish-Footman          | Лакей-рыба             | Лакей-Рыба                | Рыба-лакей             | Лакей-Рыба               | Лакей-Лещ                        | Лакей Карась                  | Лакей-Рыбёшка             | Лакей Лещ             | Речной Лакей           | Рыбообразный лакей    | Лакей-рыба                |
| Lacie                 | Паша                   | Леси                      | Маня                   | Пася                     | Лэси                             | Лэси                          | Аилса                     | Лесси                 | Лэси                   | Лейси                 | Лейси                     |
| Frog-Footman          | Лакей-лягушка          | Лакей-лягушка             | Лягушка-лакей          | Лакей-Лягушка            | Лягушонок                        | Швейцар-Головастик            | Лакей-Лягушка             | Лягушка               | Болотный Лакей         | Лакей Лягушка         | Лакей-лягушка             |
| March Hare            | Заяц косой             | Мартовский Заяц           | Болтун-Заяц            | Мартовский Заяц          | Мартовский Заяц                  | Очумелый Заяц                 | Заяц                      | Мартовский Заяц       | Полоумный Заяц         | Мартовский Заяц       | Мартовский Заяц           |
| Old Crab              | Жирная старая жаба     | Старый краб               | Сова                   | Старая Рачиха            | Медуза                           | Каракатица                    | Бабушка Крабушка          | Старый краб           | Старая Рачиха          | Старый Краб           | старая Крабиха            |
| Mabel                 | Маша                   | Мабель                    | Надя                   | Ася                      | Мейбл                            | Мэгги                         | Мейбл                     | Джекки                | Мейбл                  | Мэйбл                 | Амабелла                  |
| Mary Ann              | Матрёна Ивановна       | Мэри-Анна                 | Маша                   | Маша                     | Мэри-Энн                         | Мэри-Энн                      | Мэри-Энн                  | Марианна              | Милочка                | Мэри-Энн              | Марианна                  |
| Mouse                 | Мышь                   | Мышка                     | Мышка                  | Мышь                     | Мышь                             | Мышь                          | Мышь                      | Мышь                  | Мышь                   | Мышь                  | Мышь                      |
| Dormouse              | Мишенька-Сурок         | Сурок                     | Сурок                  | Зверёк Соня              | Соня                             | Садовая Соня                  | Сонная-сонная Соня        | Соня                  | Ночная Соня            | Соня                  | Грызун Соня               |
| Eaglet                | Орлёнок                | Орлёнок                   | Молодой орел           | Орлёнок                  | Орлёнок Эд                       | Орлёнок Цып-Цып               | Говорунья-Тилли           | Орлёнок               | Орланчик               | Орлёнок Игл           | Орлёнок                   |
| Lory                  | Попугай                | Попугай Лори              | Красный попугай Лори   | Лори                     | Попугайчик Лори                  | Попугай                       | Лори-Лорочка              | Попугай Ара           | Лори-Попугай           | Попугай Лори          | Попугай Лори              |
| Father William        | в переводе отсутствует | Старик (отец)             | в переводе отсутствует | Дядя                     | Папа Вильям                      | Милый папа                    | Отец                      | дядя Вильям           | Дядя                   | папаша Вильям         | папа Вильям               |
| Pat                   | Петька-петух           | Пат                       | Гусь                   | Петька                   | Пэт                              | Пат                           | Пэт                       | Пат                   | Пат                    | Пэт                   | Пат                       |
| Five                  | Пятёрка                | Пятёрка                   | Пятёрка                | Пятёрка                  | Пятёрка                          | Шестёрка                      | Пятёрка                   | Пятёрка               | Пятёрка                | Пятёрка               | Пятёрка                   |
| Duck                  | Утка                   | Утка                      | Утка                   | Утка                     | Робин Гусь                       | Утка                          | Утя                       | Утёнок                | Уткогусь               | Утенок Дак            | Селезень                  |
| Caterpillar           | Червяк                 | Червяк                    | Гусеница               | Гусеница                 | Синяя гусеница                   | Червяк                        | Шелкопряд                 | Гусеница              | Бабочкина Куколка      | Гусеница              | Гусеница                  |
| Owl                   | в переводе отсутствует | Сова                      | в переводе отсутствует | Сова                     | Сова                             | Математик                     | Сова                      | Сова                  | Сова                   | Сова                  | Сыч                       |
| Tortoise              | в переводе отсутствует | Сухопутная черепаха       | Брюзга                 | Молодой Спрут            | Спрутик                          | Питон                         | Жучиха                    | Спрут                 | Черемама               | Старый краб           | Паучиха                   |
| Magpie                | Старая сорока          | Старая сорока             | Старая сорока          | Дряхлая Сорока           | Старая Сорока                    | Пожилая Сорока                | Старая Сорока             | Старая галка          | Старая Сорока          | Старая Сорока         | старая Сорока             |
| Tillie                | Даша                   | Тилли                     | Таня                   | Дася                     | Тилли                            | Тилли                         | Тилли                     | Тилли                 | Тилли                  | Тилли                 | Тилли                     |
| Fury                  | Громило                | Лайка                     | Петух                  | Пёс                      | Цап-царап                        | Кот                           | Гавка                     | пёс Тибоша            | Кот                    | Барбос                | Барбос                    |
| Knave of Hearts       | Червонный валет        | Червонный Валет           | Червонный валет        | Червонный Валет          | Червонный Валет                  | Червонный Валет               | Червонный Валет           | Валет Червей          | Валет Червей           | Червовый Валет        | Червонный Валет           |
| Queen of Hearts       | Червонная Краля        | Королева Червей           | Червонная королева     | Королева                 | Червонная Королева (Дама Червей) | Червонная Королева            | Червонная Королева        | Королева Червей       | Королева Червей        | Червовая Королева     | Королева — Червонная Дама |
| King of Hearts        | Червонный Король       | Король Червей             | Червонный король       | Король Червей            | Червонный Король                 | Червонный Король              | Червонный Король          | Король Червей         | Король Червей          | Червовый Король       | Червонный Король          |
| Mock-Turtle           | Телячья головка        | Поддельная Черепаха       | Поддельная Черепаха    | Чепупаха                 | Черепаха Квази                   | Рыбный Деликатес              | Черепаха-телячьи-ножки    | Гребешок              | Телепаха               | Мнимая Черепаха       | Якобы-Черепаха            |
| Cheshire-Cat          | Сибирская кошка        | Честерский кот            | Кот-Скалозуб           | Масляничный Кот          | Чеширский Кот                    | Чеширский Кот                 | Чеширский Кот             | Чеширский Кот         | Чеширский Кот          | Чеширский Кот         | Чеширский Кот             |
| Panther               | в переводе отсутствует | Пантера                   | в переводе отсутствует | Пантера                  | Шакал                            | Козлик                        | Пантера                   | Пантера               | Серый заяц             | Пантера               | Пантера                   |
| Elsie                 | Саша                   | Эльзи                     | Аня                    | Мася                     | Элси                             | Элси                          | Чарлора                   | Эльси                 | Элси                   | Элси                  | Элси                      |
| Little Bill           | Васька-таракан         | Билль                     | Ящер                   | Яша-Ящерица (Яшка)       | Ящерка Билль                     | Тритон Билль                  | Билли                     | Ящерка Билл           | Билл                   | Ящерица Билл          | Билли                     |
| Dinah                 | Катюша                 | Дина                      | Васька                 | Дина                     | Дина                             | Дина                          | Дина                      | Дина                  | Дина                   | Дина                  | Дина                      |

## Истории создания

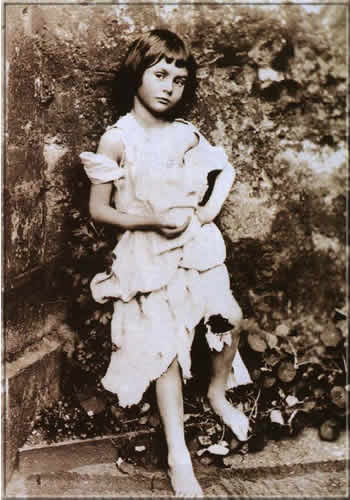
Алиса Лидделл в образе нищенки. Алиса Лидделл — прототип персонажа Алисы, 1858 год

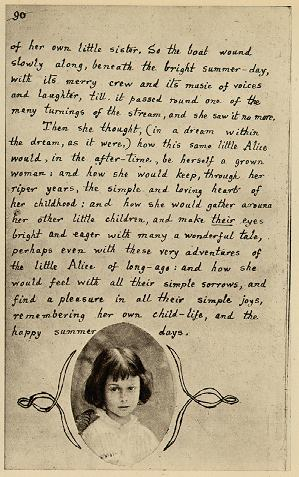
«Алиса Лидделл и папоротник» — фотография, вклеенная Кэрроллом в рукопись книги

В пятницу 4 июля 1862 года Чарльз Лютвидж Доджсон и его друг Робинсон Дакворт на лодке поднялись вверх по Темзе в обществе трёх дочерей вице-канцлера Оксфордского университета и декана колледжа Крайст-Чёрч Генри Лидделла: тринадцатилетней Лорины Шарлотты (англ. Lorina Charlotte Liddell), десятилетней Алисы Плезенс (англ. Alice Pleasance Liddell) и восьмилетней Эдит Мэри (англ. Edith Mary Liddell). Этот день, как впоследствии скажет английский поэт Уистен Хью Оден, «так же памятен в истории литературы, как 4 июля в истории Америки».
Прогулка началась от моста Фолли близ Оксфорда и завершилась через пять миль в деревне Годстоу чаепитием. В течение всего пути Доджсон рассказывал скучающим спутницам историю о маленькой девочке Алисе, отправившейся на поиски приключений. Девочкам история понравилась, и Алиса попросила Доджсона записать рассказ для неё. Доджсон начал писать рукопись на следующий день после поездки. Впоследствии он отмечал, что путешествие вниз по кроличьей норе носило импровизационный характер и было, по сути, «отчаянной попыткой придумать что-то новое». Алиса Лидделл писала:
Я думаю, что история Алисы берёт своё начало в тот летний день, когда солнце палило настолько сильно, что мы высадились на поляне, бросив лодку, лишь бы укрыться в тени. Мы расположились под свежим стогом сена. Там вся троица завела старую песню: «Расскажи историю», — так и началась восхитительная сказка.Оригинальный текст (англ.)I believe the beginning of Alice was told one summer afternoon when the sun was so burning that we had landed in the meadows down the river, deserting the boat to take refuge in the only bit of shade to be found, which was under a new-made hayrick. Here from all three came the old petition of «Tell us a story», and so began the ever-delightful tale.
Впоследствии данные сведения подверглись сомнению. Хельмут Гернсхайм отправил запрос в 1950 году в Лондонское метеорологическое ведомство (англ. London meteorological office), которое сообщило, что погода близ Оксфорда в тот день была «прохладной и довольно влажной». Некий Филипп Стюарт (англ. Philip Stewart) из Оксфордского департамента лесного хозяйства (англ. Oxford University's Department of Forestry) подтвердил, что Обсерватория Радклиффа 4 июля зафиксировала дождь, облачность и максимальную температуру в тени, равную 67,9 °F (19,9 °C). По мнению Гарднера, указанные сведения свидетельствуют о том, что Кэрролл и Алиса спутали эту поездку с какой-то другой, проведённой в солнечные дни, хотя оставляют возможность, что в тот день всё же могло быть солнечно и сухо.

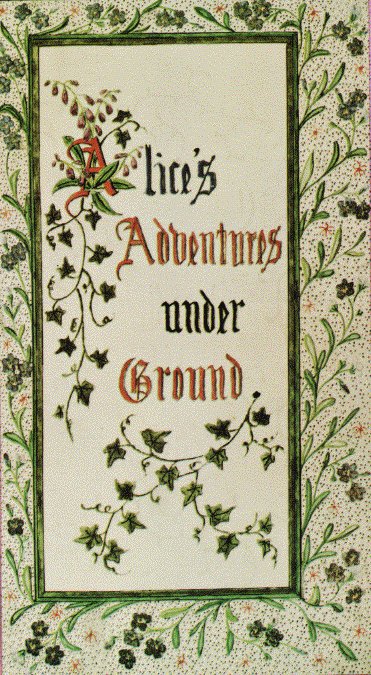
Обложка оригинальной рукописи «Алисы», 1864 год

Гарднер подчёркивает, что характер первых эпизодов чувствуется и в особой разговорной интонации, и в прямых намёках на слова, события, хорошо известные девочкам Лидделл. Он также высказывает предположение, что образ «прекрасного сада», в который так стремилась попасть Алиса, основан на том саде, который Кэрролл нередко видел, работая хранителем библиотеки колледжа Крайст-черч из своей маленькой комнатки. В этом саду часто играли в крокет дети Лидделла.
Ранее, 17 июня 1862 года, Доджсон в компании своих сестёр Фэнни и Элизабет, тётушки Лютвидж и девочек, также совершали прогулку на другой лодке до Нунхема. В тот день пошёл дождь и все сильно промокли, что стало первоосновой для второй главы — «Моря слёз». Под влиянием этой прогулки писатель более подробно разработал сюжет и историю Алисы, а в ноябре всерьёз занялся рукописью. Чтобы сделать историю более естественной, он исследовал поведение животных, упомянутых в книге. Согласно дневникам Доджсона, весной 1863 года он показал незаконченную рукопись истории своему другу и советчику Джорджу Макдональду, детям которого она очень понравилась. Макдональд и его другой друг Генри Кингсли (англ. Henry Kingsley) впоследствии посоветуют издать книгу. Кэрролл включил в рукопись свои собственные зарисовки, но в изданной версии использовал иллюстрации Джона Тенниела.
26 ноября 1864 года Доджсон подарил Алисе Лидделл свою работу под названием «Приключения Алисы под землёй» (англ. Alice's adventures under ground), с подзаголовком «Рождественский подарок Дорогой Девочке в Память о Летнем Дне» (англ. A Christmas gift to a Dear Child in a Memory of a Summer Day), состоящую всего из четырёх глав, к которой прикрепил фотографию Алисы в 7-летнем возрасте:7/6. Ряд биографов Льюиса Кэрролла, в том числе Мартин Гарднер, считают, что была и более ранняя версия «Алисы», уничтоженная самим Доджсоном. Так, известно, что перед тем, как рукопись вышла в печать, автор увеличил объём произведения с 15,5 тысяч до 27,5 тысяч слов, дополнив сказку эпизодами про Чеширского кота и Безумное чаепитие. Сам Доджсон заявлял, что успех его работы основан на помощи двух помощниц — феи фантазии и любви к детям:15.
По прошествии времени, в 1928 году Алиса Лидделл была вынуждена продать рукопись на аукционе Сотбис за 15 400 фунтов стерлингов. Книга была куплена американским коллекционером А. С. Розенбахом. В 1946 году рукописная сказка снова попадает на аукцион, где оценивается в 100 тысяч долларов. По инициативе сотрудника Библиотеки Конгресса США Л. Г. Эванса был объявлен сбор пожертвований в фонд для выкупа книги. В 1948 году, когда нужная сумма была собрана, группа американских благотворителей передала её в дар Британской библиотеке в знак признательности за роль британского народа во Второй мировой войне, где она хранится и по сей день.

## Публикации

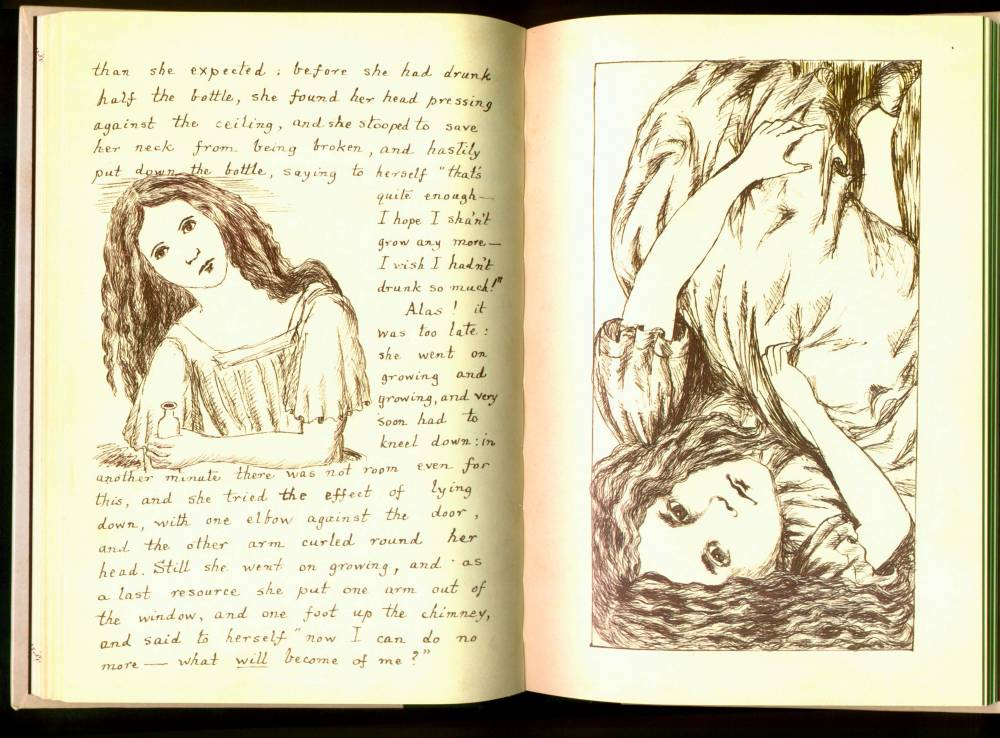
Страницы из первой рукописи Льюиса Кэрролла «Приключения Алисы под землёй»

«Алису» первоначально издали в 1865 году в нескольких тиражах. 4 июля первый подарочный экземпляр получила Алиса Лидделл, дата была выбрана неслучайно — этот день стал трёхлетней «годовщиной» с момента возникновения истории после речной прогулки. Другой экземпляр направили принцессе Беатрисе. Книга была выпущена издательством «Macmillan and Co» и напечатана в типографии «Oxford University Press». Сказка появилась с подзаголовком «Alice’s Adventures in Wonderland by „Lewis Carroll“» с иллюстрациями Джона Тенниела (англ. John Tenniel). Псевдоним автора был образован путём перевода его имён «Чарльз Лютвидж» на латинский. Получившийся вариант «Каролюс Людовикус» (лат. Carolus Ludovicus) он поменял местами и вновь перевёл на английский. Так Доджсон стал Льюисом Кэрроллом. Из первоначального тиража были изъяты и уничтожены 2 тысячи экземпляров ввиду претензий художника к качеству печати. Кэрролл отказался от заказа, и тираж, судя по всему, так и не поступил в продажу. Хотя такие исследователи, как Грэхэм Овенден (англ. Graham Ovenden) и Джон Дэвис (англ. John Davis) полагают, что, возможно, какая-то его часть была продана в Америке. Первоначально примерно 48 экземпляров этого издания были переплетены и отправлены Доджсоном в подарок друзьям. Однако впоследствии Кэрролл вернул их и передал бракованные книги в детские больницы.

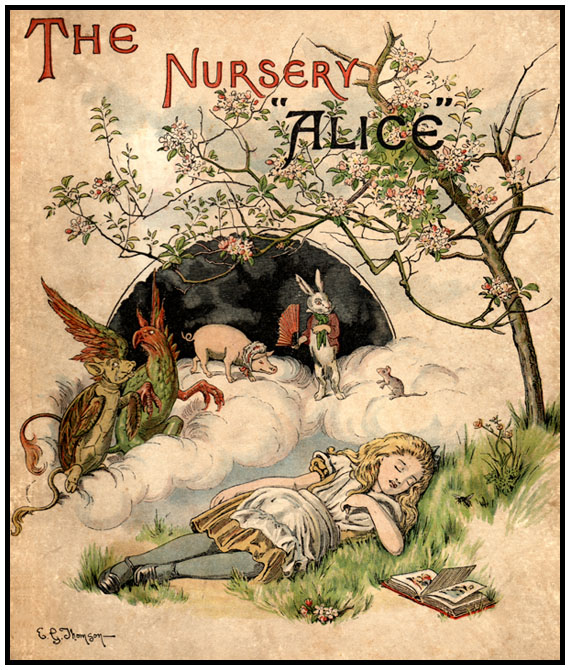
Обложка издания «„Алиса“ для детей» 1890 года

Macmillan опубликовал новое издание, выполненное Ричардом Клэем, в ноябре 1865 года. Ещё одно издание с минимальными изменениями, отпечатанное фирмой «Richard Clay and Sons» в Оксфорде, было продано с разрешения Доджсона в нью-йоркское издательство «Appleton». Оно вышло в декабре того же 1865 года, хотя на титульной странице уже был проставлен 1866 год. Весь тираж в одну тысячу экземпляров был распродан в кратчайшие сроки. Доджсон подарил Дакворту факсимильный экземпляр этого выпуска с подписью: «Робину Гусю от Додо». Третье издание 1867 года, состоящее из 952 штук, печаталось уже в США. Кэрролл мало интересовался качеством собственных книг, выпускаемых в Америке. В 1886 году появилось переиздание «Приключений Алисы под землёй», а его факсимильная версия увидела свет только 1965 году. В 1889 году вышла новая версия сказки «„Алиса“ для детей» (англ. The Nursery "Alice"). Произведение было переписано, значительно сокращено и адаптировано для самых маленьких читателей. В сказке впервые появились цветные иллюстрации.
При жизни автора «Алиса в Стране чудес» неоднократно переиздавалась, однако никаких существенных изменений в тексте не было произведено. К изданию 1886 года Кэрролл написал короткое предисловие и увеличил стихотворение «Голос омара» с шести до шестнадцати строк. До 1886 года во все издания сказки входила первая строфа из четырёх строк и вторая строфа, прерываемая после второй строки. Кэрролл дописал вторую строфу для опубликованной в 1870 году книги Уильяма Бонда «Песни из „Алисы в Стране чудес“» (англ. Songs from „Alice in Wonderland“). B 1886 году Доджсон дописал последние четыре строки стихотворения, значительно изменив в то же время вторую строфу. Также было слегка изменено и дополнено мышиное стихотворение. Несмотря на косметические изменения, исследователи насчитывают 37 различных поправок. Издание 1897 года, в которое вошли обе сказки Кэрролла, вышедшее за год до смерти писателя, было им исправлено и снабжено предисловием. Данная версия считается каноническим текстом — именно она воспроизводилась в академическом издании «Оксфордской серии английского романа».
В настоящее время известны всего 23 уцелевших экземпляра первого издания, в том числе экземпляр вёрстки, переплетённый наборщиком. 18 экземпляров находятся в фондах различных библиотек и архивов (в том числе в Центре Гарри Рэнсома), 5 экземпляров на руках у частных лиц. Среди первых именитых читателей сказки были королева Виктория и Оскар Уайльд:14-15. Книга была переведена на 125 языков. В 1931 году «Алиса» попала в список запрещённых произведений в китайской провинции Хунань, поскольку «животные не должны говорить человеческим голосом» и «нельзя показывать животных и людей равными».

## Иллюстрации

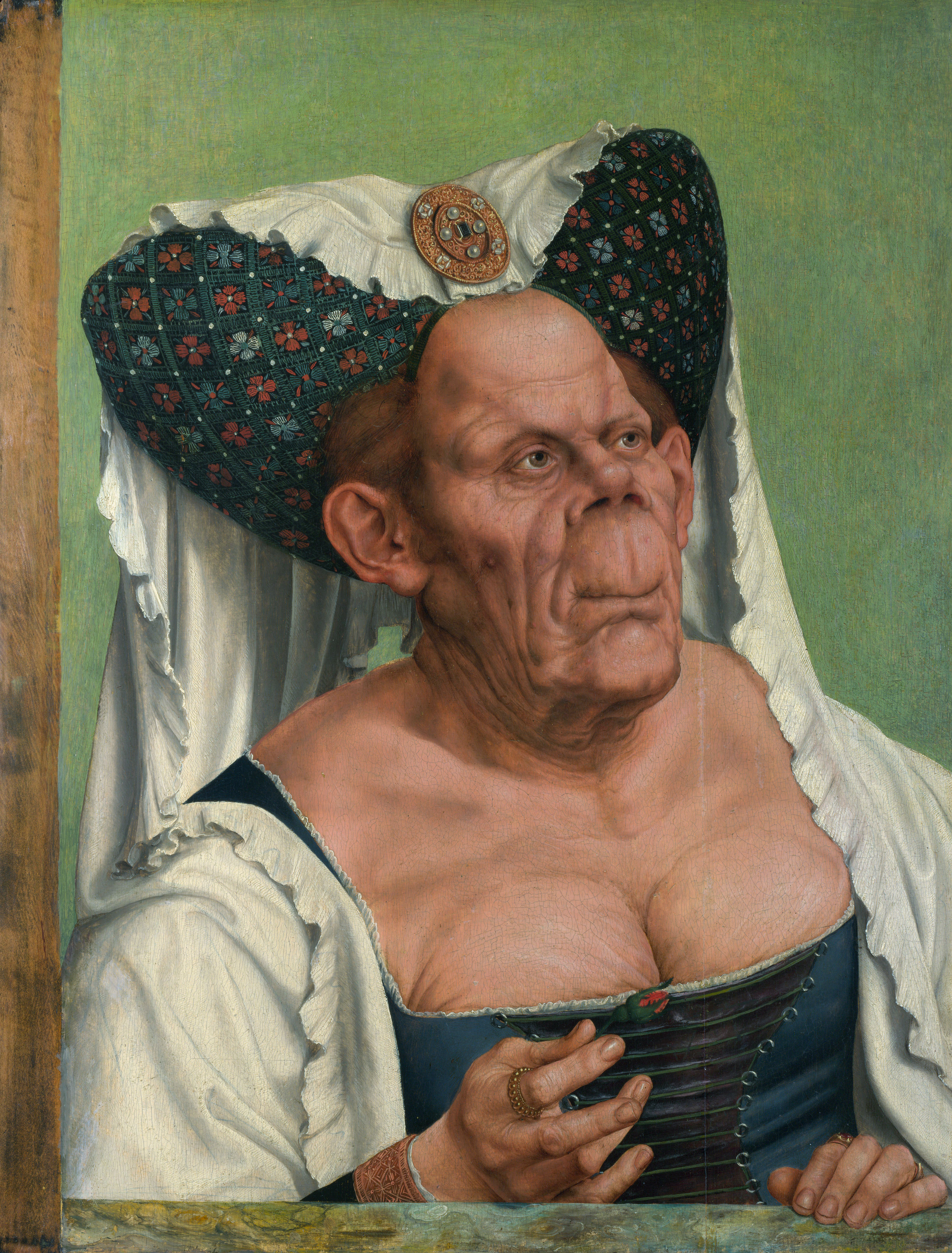
К. Массейс. «Уродливая герцогиня» (ок. 1525)

Исторически первым иллюстратором книги был сам Кэрролл. «Приключения Алисы под землёй» он снабдил 38 собственными рисунками. Однако Доджсон всё же рисовал скорее «на любительском уровне», поэтому для первой публикации автор стал сотрудничать с Джоном Тенниелом. Кэрролл начал работу с этим художником, вероятно, по совету Робинсона Дакворта. Писатель и художник обсуждали каждый рисунок. В конечном итоге Тенниел создал 42 чёрно-белые иллюстрации. На каждом рисунке автор проставлял специальный знак, который является монограммой его инициалов — J. T.
Доджсон решил в качестве основы «художественной» версии Алисы использовать не Алису Лидделл, у которой были тёмные коротко стриженые волосы и чёлка на лбу. Писатель послал Тенниелу фотографию другой девочки, с которой Кэрролл дружил — Мэри Хилтон Бэдкок (англ. Mary Hilton Badcock), однако воспользовался ли ею Тенниел, считается вопросом спорным. На отрицательный вывод наводят некие строки из письма, которое Кэрролл написал спустя некоторое время после того, как появились обе сказки:
| Мистер Тенниел, единственный из иллюстрировавших мои книги художников, наотрез отказался рисовать с натуры, сказав, что она ему так же не нужна, как мне для решения математической задачи — таблица умножения! Я склонен думать, что он ошибался и что из-за этого некоторые рисунки в «Алисе» непропорциональны — голова слишком велика, а ноги слишком малы. |

По мнению Мартина Гарднера, прообразом Герцогини Тенниела была реально существовавшая историческая личность — Маргарита Маульташ, какой она изображена на картине фламандского художника XVI века Квентина Массейса «Уродливая герцогиня». Маульташ имела репутацию самой уродливой женщины в истории. Впрочем, в качестве иных возможных прототипов исследователь Майкл Ханчер (англ. Michael Hancher) выдвигает работы Франческо Мельци и Леонардо да Винчи.
Гарднер выдвинул предположение, что прототипом иллюстрации Болванщика был некий Теофилиус Картер (англ. Theophilus Carter) по прозвищу Безумный Шляпник, причудливый торговец мебелью, живший неподалёку от Оксфорда. Это прозвище объяснялось тем, что он всегда носил цилиндр и изобрёл «кровать-будильник», которая в определённое время сбрасывала спящего на пол. Этим Гарднер объясняет стремление персонажа разбудить Соню.
В 1907 году права на исключительную публикацию книги истекли, и в этом же году 12 различных художников создали свои версии иллюстраций. Наиболее замечательными и довольно часто переиздаваемыми из них являются 20 иллюстраций, выполненных Артуром Рэкхемом; они же являются первыми цветными иллюстрациями к книге. Популярностью пользовались также иллюстрации Томаса Майбанка.
Также из известных авторов иллюстрировали книгу Сальвадор Дали (1969, 13 иллюстраций), Туве Янссон (1966, 56 иллюстраций), Николь Клавелу (1972), Грег Хильдебрандт (1990), Роберт Ингпен (2009).

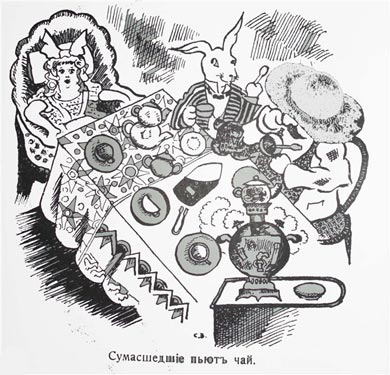
Иллюстрация Сергея Залшупина к Берлинскому изданию 1922 года

В России одни из наиболее известных иллюстраций принадлежат Геннадию Калиновскому, который сделал 71 оригинальную чёрно-белую иллюстрацию к изданию «Алисы в стране чудес» 1974 года, а далее ряд цветных иллюстраций к изданию 1988 года (за иллюстрации к «Алисе в Зазеркалье» Калиновский получил диплом имени Ивана Фёдорова в 1982 и 1988 годах). Также книгу иллюстрировали такие известные советские и русские художники, как Виктор Чижиков (1971), Май Митурич-Хлебников, Максим Митрофанов и другие. Канадский художник украинского происхождения Олег Липченко за иллюстрации к изданию 2007 года получил в 2009 канадскую премию имени Элизабет Мрэйзик-Кливер в области книжной иллюстрации.
Первое русское издание одного из самых известных переводов Алисы авторства Нины Демуровой (1967) вышло в Болгарии и сопровождалось рисунками болгарского художника Петра Чуклева. Дореволюционные русские издания переводов чаще всего сопровождались рисунками Чарльза Робинсона и Гарри Фернисса. «Эмигрантское» издание перевода Владимира Набокова (1922, Берлин) сопровождалось чёрно-белыми иллюстрациями русско-французского художника Сергея Залшупина.
Тем не менее, среди издателей одними из наиболее популярных остаются иллюстрации Джона Тенниела. Вот их полный список в порядке появления в книге (имена даны по переводу Н. Демуровой):
| 1. Король и Королева судят Валета (фронтиспис) 2. Белый Кролик смотрит на часы 3. Алиса приоткрывает штору 4. Алиса с бутылочкой «Выпей меня» 5. Вытянувшаяся Алиса 6. От гигантской Алисы убегает Кролик 7. Алиса в Море Слёз 8. Мышь и Алиса в Море Слёз 9. Алиса и Додо в окружении зверей 10. Мышь рассказывает свою Историю 11. Гигантская Алиса высовывает руку в окно 12. Гигантская рука и Кролик 13. Билль вылетает в трубу 14. Щенок 15. Синяя Гусеница на грибе курит кальян 16. Папа Вильям стоит на голове 17. Папа Вильям на голове — 2 18. Папа Вильям за столом 19. Папа Вильям с живым угрём на кончике носа 20. Лакей-Лещ и Лягушонок-Посыльный 21. Герцогиня с ребёнком 22. Алиса с ребёнком-поросёнком на руках 23. Алиса и Чеширский Кот | 1. Исчезающий Чеширский Кот 2. Безумное чаепитие: Алиса, Мартовский Заяц и Болванщик 3. Болванщик поёт 4. Мартовский Заяц и Болванщик засовывают Соню в чайник 5. Пиковые Семёрка, Пятёрка и Двойка красят белые розы в красный цвет 6. Королева и Алиса 7. Алиса с фламинго 8. Чеширский Кот над Королём, Королевой и Палачом 9. Алиса с фламинго и Герцогиня 10. Грифон 11. Грифон и Алиса слушают Черепаху Квази 12. Черепаха Квази и Грифон танцуют вокруг Алисы кадриль 13. Омар («Голос Омара») 14. Белый Кролик-глашатай 15. Болванщик даёт свидетельские показания 16. Болванщик убегает 17. Алиса перерастает суд 18. Король зачитывает приговор 19. Алиса закрывается от летящей на неё колоды карт |  |

## Интерпретация и анализ

### Вниз по кроличьей норе
Изображения
Большое количество сцен сказки подверглись всестороннему анализу исследователями из различных отраслей знаний. При падении сквозь кроличью нору Алиса задаётся вопросом, пролетит ли она Землю насквозь. В сказке главная героиня представляет, как появляется где-нибудь в Новой Зеландии или Австралии, однако впоследствии падает в кучу валежника. Для Кэрролла это была актуальная тема. В действительности же тело будет падать с возрастающей скоростью, но с убывающим ускорением, пока не достигнет центра Земли, где ускорение равно нулю. После этого скорость его станет уменьшаться, а замедление — увеличиваться, до тех пор пока оно не достигнет противоположного конца туннеля. Сама идея приключений под землёй, возможно, является отголоском аналогичного эпизода в сказочном романе Джорджа Макдоналда «Фантазия». Эту теорию подтверждает общая негативная интонация в описании тех существ, которых встречают Алиса и герой Макдоналда в подземном царстве.
Пока Алиса падает сквозь нору, она вопрошает вслух: «Едят ли кошки мошек? Едят ли мошки кошек?», а впоследствии думает, что ей всё равно. Некий Эликзэндер утверждает, что в данном контексте Алиса играет с логическим позитивизмом. Она отвергает вопросы, которые считаются бессмысленными, поскольку на них нельзя дать эмпирически обоснованный ответ. Алиса также пытается вспомнить, не забыла ли она таблицу умножения: «Значит так: четырежды пять — двенадцать, четырежды шесть — тринадцать, четырежды семь… Так я до двадцати никогда не дойду!» Так как английская таблица умножения традиционно заканчивается на 12, то если принять эти цифры за аксиому и развивать прогрессию: 4 × 5 = 12, 4 × 6 = 13, 4 × 7 = 14, она окончится 4 × 12 = 19. То есть до 20 не хватит единицы.
А. Л. Тейлор (англ. A. L. Taylor) развивает другую теорию. Для системы счисления, использующей как основание 18, 4 × 5 действительно равняется 12. В системе счисления с основанием 21 справедливо равенство 4 × 6 = 13. Если продолжить эту прогрессию, каждый раз увеличивая основание на 3, то произведения будут увеличиваться на единицу, пока не дойдёт до 20. Именно тогда метод откажет: 4 × 13 равняется не 20 (для системы чисел с основанием 42), а «1», за которой будет следовать символ, играющий роль «10».
Абсурдная прогрессия получилась у Алисы из-за того, что она перепутала похожие по звучанию английские слова twenty («двадцать») и twelve («двенадцать»); то, что ошибка связана именно со словами, существенно в контексте всего эпизода «неудачных» воспоминаний. Алиса не может вспомнить своё имя, таблицу умножения, названия европейских государств и стихотворение английского теолога Исаака Уоттса «Противу Праздности и Шалостей».

### Море слёз и бег по кругу
Во второй главе Алиса то уменьшалась, то увеличивалась под воздействием различных предметов и веществ и боялась совсем исчезнуть. Космологи считают подобные сцены отличной иллюстрацией аспектов теорий, рассматривающих расширение Вселенной. Гарднер сравнивает эти эпизоды с исследованиями Эдмунда Уиттекера, описывающие уменьшающуюся Вселенную, суть которой состоит в том, что общее количество материи неизменно уменьшается, и в конце концов Вселенная превратится в ничто.
Само море слёз, в которое попала главная героиня, по мнению У. Эмпсона, содержит в себе скрытую сатиру на теорию эволюции, где оно является аналогом праокеана, в котором зарождалась жизнь, а бег по кругу, в котором каждый выигрывает, — теории естественного отбора. В оригинале сам термин назывался «Caucus-Race», что в переводе означает «Гонка партийных собраний». Понятие возникло в США, где обозначало собрание лидеров фракции по вопросу о кандидате или политической линии. Гарднер предполагает, что писатель употребил этот термин символически, имея в виду, что члены комитетов партий обычно заняты бессмысленной беготнёй, которая ни к чему не ведёт. Иные исследователи сравнивали эпизод из главы с фрагментами книги историка и проповедника Чарльза Кингсли «Дети воды» и «Истории малиновок» Сары Триммер.

### Билль вылетает в трубу
В четвёртой главе Кролик называет Алису Мэри-Энн и просит её найти веер и перчатки. Роджер Грин (англ. Roger Green) отмечал, что имя Мэри-Энн являлось эвфемизмом служанки. У подруги Доджсона, Джулии Кэмерон (англ. Julia Cameron), была 15-летняя горничная по имени Мэри-Энн, что, возможно, повлияло на прозвище Алисы. Впрочем, во времена Кэрролла это имя имело множество значений, вплоть до вариации политической сатиры на республиканцев во времена Французской революции и сленгового названия гильотины. По мнению Гарднера, это скорее случайность, чем явная связь между Алисой и насильственными наклонностями Червонной Королевы и Герцогини. Перчатки имели особое значение как для Кролика, так и для Кэрролла. Иса Боуман, современник автора сказки, отмечал эксцентричные вкусы Доджсона в одежде — все сезоны года, в любую погоду, он носил серые и чёрные хлопковые перчатки.
В главе встречается щенок. Он — единственное существо в сказке, которое ведёт себя именно как животное и не может говорить. Многие комментаторы сходятся в том, что он забрёл в сон Алисы из «реального мира».

### Поросёнок и перец
В сказке упоминается, что в доме Герцогини в воздухе чувствовался перец, которым кухарка перчила суп. Гарднер предполагает, что это либо аллюзия на жестокий характер Герцогини, либо намёк на традиции низших слоёв населения викторианской Англии. В то время было принято изрядно перчить суп, чтобы скрыть вкус испорченного мяса и овощей:6/2.
Превращение ребёнка в свинью связывается исследователем с тем фактом, что Кэрролл был невысокого мнения о маленьких мальчиках. Эта тенденция просматривается и в другой его работе, в частности в романе «Сильвия и Бруно», в котором «отвратительно толстый» мальчик превращается в дикобраза. Некий Фрэнки Моррис (англ. Frankie Morris) предполагал, что трансформация основана на шутке, которую разыграл Яков I с графиней Букингемской: во время крещения он заменил ребёнка свиньёй:Ibid, 6/5.
В этой главе Алиса также вопрошает у Чеширского Кота, куда ей идти, оговаривая, что ей всё равно, куда она попадёт, на что Кот ответил: «Куда-нибудь ты обязательно попадёшь. Нужно только достаточно долго идти». Эти слова, по мнению Демуровой, принадлежат к наиболее широко цитируемым из обеих сказок об Алисе. Отзвуки этой мысли прослеживаются в романе «В дороге» Джека Керуака, а Джон Кемени ставит вопрос Алисы и ответ Кота эпиграфом к главе о науке и нравственных ценностях в своей книге «Философ смотрит на науку». Кемени заявляет, что цитата точно выражает извечный конфликт между наукой и этикой, поскольку наука не может сказать, в каком направлении следует идти, однако, после того как решение будет принято, она может указать наилучший путь к достижению цели:57.
Размышления Кота о собственном сумасшествии напрямую коррелируют с записями Доджсона в его дневнике 9 мая 1856 года и «сонной» тематикой сказки: «Когда мы спим и, как это часто бывает, смутно осознаём попытку проснуться, разве мы не говорим и не делаем вещей, которые в бодрствующем состоянии были бы безумны? Можем ли мы тогда определить безумие как неспособность различить, спим мы или бодрствуем? Мы спим и не чувствуем никаких подозрений в фальши: „Сон имеет свой собственный мир“ и зачастую он так же реалистичен, как и сама жизнь»:6/9.

### Безумное чаепитие

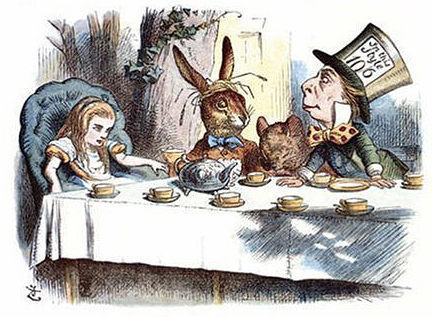
Безумное чаепитие. Иллюстрация Дж. Тенниела

Комментарий Болванщика о длинных волосах Алисы, которые не мешало бы подстричь, возможно, относится к самому Кэрроллу. Боуман вспоминал, что волосы писателя были длиннее, чем требовала мода того времени:Ibid, 7/4.
В сцене чаепития Болванщик задаёт Алисе загадку: «Чем ворон похож на конторку [письменный стол]?» (англ. Why is a raven like a writing desk?). Кэрролл признавался, что ответа к этой загадке не существует: он придумал её, не задумываясь об отгадке. Однако поток вопросов от читателей был столь силён, что в переиздании 1896 года Доджсону пришлось добавить разгадку: «Потому что они оба могут издавать звуки из нескольких нот, особенно если переставить норов с конца на перёд!» (англ. Because it can produce a few notes, though they are very flat; and it is nevar [sic] put with the wrong end in front!). В оригинале, плоские ноты — отсылка к выражению «to sing flat» — петь фальшиво. Вторая часть фразы содержит непереводимую игру слов, буквально: «и они никогда не ставят неправильный конец в начало»; слово «nevar» (рус. никогда) написано с ошибкой. Если его прочесть задом наперёд, превращается в «raven» (рус. ворон). В переизданиях, появлявшихся незадолго до смерти автора, редактор посчитал написание ошибкой, и слово с данной орфографией было изменено:7/5.
Сэм Лойд (англ. Sam Loyd) придумал несколько иных ответов к загадке: «По писал о/на них обоих» (англ. Poe wrote on both), что являет собой отсылку к стихотворению «Ворон» Эдгара Алана По. Олдос Хаксли в статье «Вороны и письменные столы» даёт абсурдный ответ: потому что в (них) обоих есть 'б', а в никаком (из них) — 'н'. (англ. because there's a 'b' in both, and because there's an 'n' in neither). Джеймс Мичи (англ. James Michie) предложил подобный ответ: потому что каждый начинается с 'к'. (англ. because each begins with 'e'). Дэвид Джорди (англ. David B. Jodrey) предлагает такой вариант: «У обоих есть перья, смоченные в чернилах» (англ. Both have quills dipped in ink). Сирил Пирсон (англ. Cyril Pearson) представляет ещё одну вариацию разгадки: «Потому что они оба закрываются с шумом/Потому что они оба спускаются со взмахом крыльев» (англ. Because it slopes with a flap). Хаксли резюмирует: «Существует ли Бог? Есть ли у нас свобода воли? Почему существует страдание? Всё это так же бессмысленно, как и вопрос Болванщика»:7/5.
В данной главе Болванщик замечает, что его часы отстают на два дня. Если предположить, что действие сказки разворачивается 4 мая 1862 года, то есть в день рождения Алисы Лидделл, то, по мнению Тейлора, разница между лунными и солнечными месяцами должна составлять два дня. По его мнению, это позволяет сделать обоснованную гипотезу, что часы Болванщика показывают лунное время. Если Страна чудес находится где-то недалеко от центра Земли, пишет Тейлор, положение Солнца безразлично для определения времени, однако фазы Луны останутся неизменными. В пользу данного предположения говорит и то, что в английском языке есть слово lunatic, означающее одновременно «лунный» и «безумный», см. также русское слово лунатик. Впрочем, Гарднер отмечает, что трудно поверить, что Кэрролл имел это в виду при написании своей работы:Ibid, 7/6. Герой также говорит, что время всегда стоит на отметке в 6 часов. Именно в этот час в семье Лидделлов было принято пить чай. Артур Эддингтон и некоторые другие физики, занимавшиеся теорией относительности, сравнивали Безумное чаепитие, где стрелки часов всегда стоят на шести, с той частью модели космоса Де Ситтера, в которой течение времени остановилось:79.
Имена трёх сестричек, упоминаемые Соней, содержат в себе зашифрованные имена сестёр Лидделл. Инициалы Лорины Шарлотты произносятся по-английски Элси (англ. L. С.). Тилли — сокращение от Матильды; оно представляет собой шуточное имя, присвоенное в семействе Лидделлов Эдит. Лэси (англ. Lacie) — не что иное, как анаграмма имени Алисы (Alice). Согласно рассказам мыши, они жили на дне колодца, были очень больны и всё время пили одну только патоку. Помимо бытового значения мелассы, в деревне Бинси, находящейся недалеко от Оксфорда, патока также означала некое лекарственное вещество, предназначенное для лечения от змеиных укусов. Вода, которая содержала это лекарство, назвалась «патоковый колодец»:7/12.

### Стихи и песни

Страница фигурного стихотворения из третьей главы, представляющая собой мышиный хвост

Сказка содержит одиннадцать стихов, большинство из которых являются пародиями на популярные нравоучительные стихотворения и песни того времени. За немногими исключениями, они малознакомы современному читателю. Вступительное стихотворение «Июльский полдень золотой…» написано под влиянием речной прогулки, проведённой 4 июля 1862. Все три сестры Лидделл нашли своё отражение в нём. Так, Лорине соответствует «Prima» (Первая), Алисе — «Secunda» (Вторая), Эдит — «Tertia» (Третья). Стих «Как дорожит своим хвостом малютка крокодил…» пародирует произведение английского теолога и автора гимнов, Исаака Уоттса «Противу Праздности и Шалостей» (англ. Against Idleness and Mischief) из его сборника «Божественные песни для детей» (англ. Divine Songs far Children), написанное в 1715 году.
«Цап-царап сказал мышке…», по мнению Гарднера, является одним из наиболее известных фигурных стихотворений. Существует версия, что идею рассказа мыши подал Кэрроллу Альфред Теннисон. Поэт рассказал писателю свой сон, в котором он сочинил поэму о феях. Она начиналась длинными строками, которые постепенно укорачивались. Несмотря на то, что Теннисон запомнил необычную строфу, саму поэму он по пробуждении забыл. В первоначальном варианте книги рассказ Мыши представлен совсем другим стихотворением, в котором Мышь действительно объясняет, почему она не любит кошек и собак, в то время как в стихотворении, вошедшем в окончательный вариант сказки, о собаках ничего не говорится. В оригинальной версии стиха с мышкой разговаривает не Цап-царап, а Fury (рус. Ярость). Мортен Коэн (англ. Morton Cohen) предполагает, что это имя дублирует кличку фокстерьера подруги Доджсона Эвелин Халл (англ. Eveline Hull), которого расстреляли в присутствии Кэрролла из-за бешенства:358.
«Папа Вильям» является сатирой на нравоучительное стихотворение поэта-романтика Роберта Саути «Радости старика, и как он их приобрёл» (англ. The Old Man's Comforts and How He Gained Them). Первоначальный стих Саути, по мнению Хораса Грегори, являлся бессознательной пародией на философию Вордсворта. В последующем стих Доджсона послужил основой для третичной пародии детской писательницы Элинор Фарджон под названием «Льюис Кэрролл».

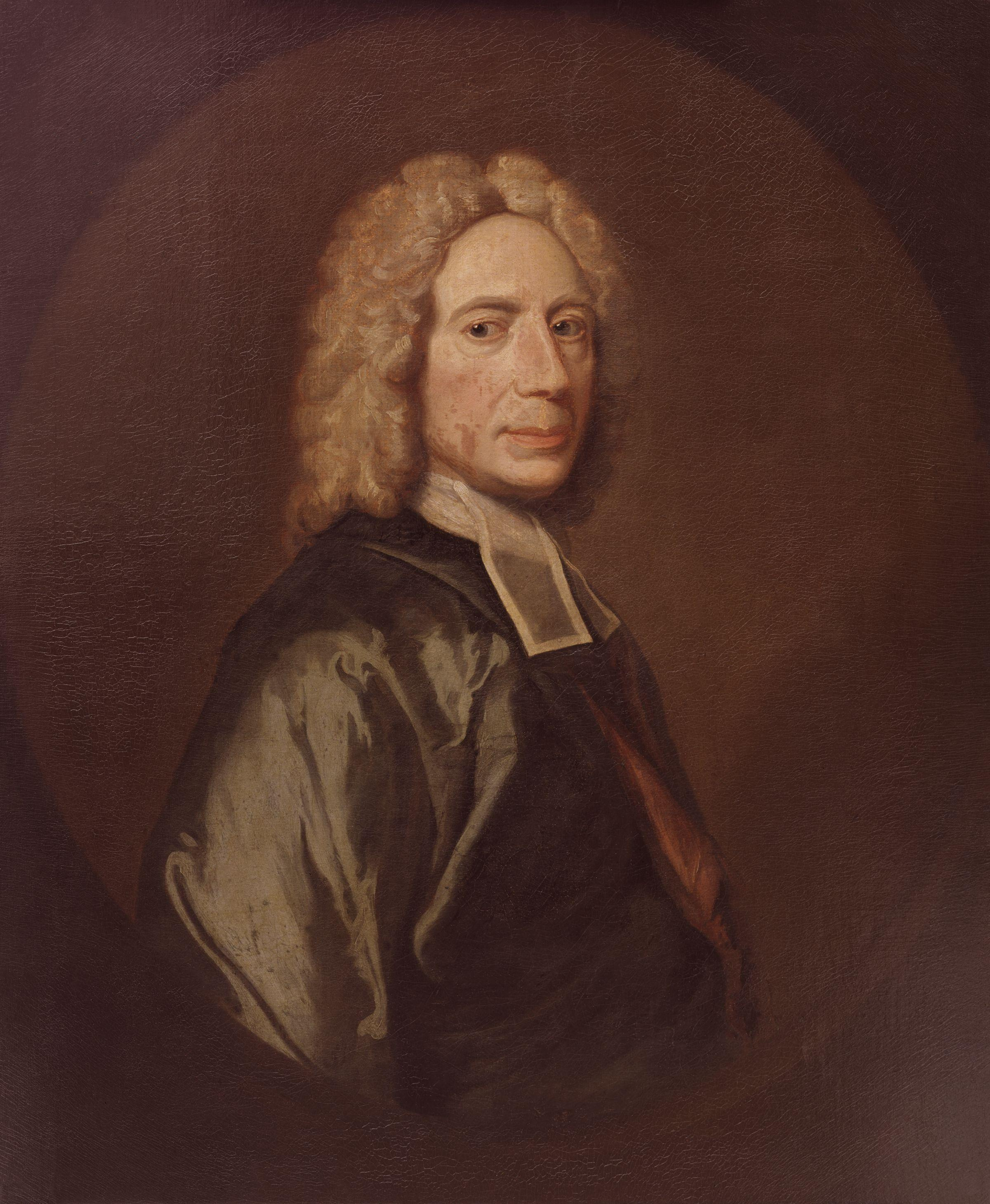
Исаак Уоттс являлся автором двух произведений, на которые Кэрролл сочинил пародии

«Колыбельная Герцогини» являлась своеобразным шаржем на стих «Любите! Истина вела…» (англ. Speak Gently), чьё авторство различными исследователями приписывается или Г. Лэнгфорду (англ. G. W. Langford), или Дэвиду Бейтсу (англ. David Bates). Песня Болванщика «Филин» пародирует первую строфу стихотворения Джейн Тейлор «Звезда». В оригинале с чайным подносом сравнивается вовсе не филин, а летучая мышь. Это прозвище закрепилось за оксфордским профессором математики Бартоломью Прайсом (англ. Bartholomew Price). Гарднер отмечал, что его лекции, как и в стихах, «высоко парили над головами слушателей». Комната Прайса изобиловала многочисленными куклами и игрушками, в число которых входила летучая мышь, случайно вылетевшая из окна и упавшая на чайный поднос, который нёс служащий университета. Эта история напрямую связана со стихотворением.
Песня «Морская кадриль», которую поёт черепаха Квази, пародирует стихотворение Мэри Хауитт (англ. Mary Howitt) «Паук и муха» (англ. The Spider and the Fly). В ранней версии сказки стихотворный текст был совсем иным, и объектом шаржа для него выступала негритянская песня, припев к которой начинался так: «Эй, Сэлли, прямо и бочком, Эй, Сэлли, топни каблучком!» Именно её «выразительно пропели» сёстры Лидделл в канун речной прогулки 3 июля 1862 года.
Первая строфа стиха «Это голос Омара…» у некоторых исследователей вызывал ассоциации с библейским выражением «голос горлицы», из-за чего викарий из Эссекса прислал письмо в «Сент-Джеймз газетт», в котором обвинял Кэрролла в богохульстве. Однако фактически «Голос Омара» пародирует стихотворение Исаака Уоттса «Лентяй». Стих «Еда вечерняя» пародируют романс «Звезда вечерняя» (англ. Star of the Evening) Джеймса Сейлза (англ. James M. Sayles). 1 августа 1862 сестры Лидделл исполнили песню Кэрроллу. Растягивание некоторых слов соответствует этому исполнению.
«Дама червей напекла кренделей…» является народной песней. В сказке присутствует только её первая строфа. Стихотворение «Я знаю, с ней ты говорил…» представляет собой показания Белого Кролика. Они состоят из шести строф и с перепутанными местоимениями. Показания являются переработанным вариантом стихотворения-нонсенса Кэрролла, озаглавленного «В ней всё, что в нём меня влечёт…» (англ. She's All My Fancy Painted Him). Первая строка первоначального варианта повторяет первую строку песни о неразделённой любви Уильяма Ми (англ. William Mee) «Алиса Грей» (англ. Alice Gray).

## Критика
Раннее критическое восприятие на сказку было смешанным или негативным. Первый обзор книги появился 16 декабря 1865 года и впоследствии был опубликован в журнале «Athenaeum» в 1900 году. Литературный критик охарактеризовал работу Кэрролла как сказку-сон. Обозреватель задавался вопросом, можно ли полноценно описать сновидение со всеми его неожиданными зигзагами, путаницей и несообразностью. Приключения Алисы, в которых использованы разнообразные комбинации, были названы странными. Рецензент сделал вывод, что, прочитав «неестественную и перегруженную всякими странностями сказку», ребёнок будет испытывать скорее недоумение, чем радость.
В Великобритании первые отзывы на книгу были весьма критичны: за редкими исключениями рецензенты отказывались видеть хоть какой-то смысл в «блужданиях» Алисы. Отношение критики изменилось лишь спустя несколько десятилетий.
Прочие критики признавали за автором «живое воображение», но находили приключения «слишком экстравагантными и абсурдными» и «не способными вызвать иных чувств, кроме разочарования и раздражения» {Ibid, p. 7.}. Даже самые снисходительные из критиков решительно не одобряли Безумного чаепития; в то время как другие (1887 год) намекали, что он списал сюжет из книги Томаса Гуда «Из ниоткуда к Северному полюсу» англ. From Nowhere to the North Pole. В 1890 году Кэрролл ответил, что книга Гуда была опубликована лишь в 1874, то есть спустя девять лет после «Страны чудес» и три года — после «Зазеркалья».
Спустя десятилетие к книге приходит признание. Ф. Дж. Харви Дартон, крупнейший авторитет в области английских детских книг, писал о ней как о произведении новаторском, совершившем подлинный «революционный переворот» в английской детской литературе.
В 1871 году Генри Кингсли писал Кэрроллу: «Положа руку на сердце и хорошо всё обдумав, я могу лишь сказать, что Ваша новая книга самое прекрасное из всего, что появилось после „Мартина Чеззлвита“».

### Отзывы в России

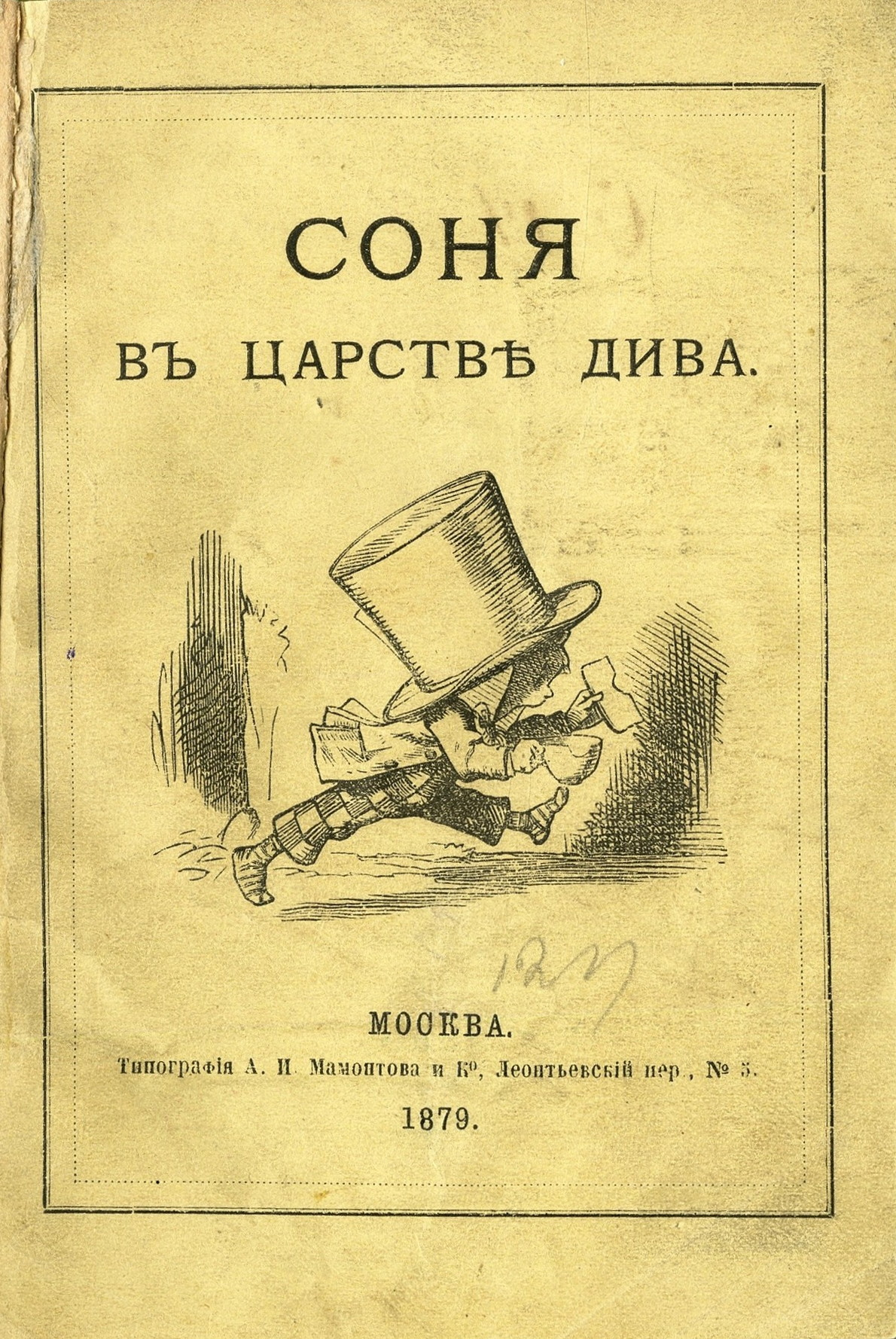
Первый (анонимный) перевод, 1879 год, изд. А. И. Мамонтов и Ко

В 1879 году появился первый перевод книги в Российской империи под названием «Соня в царстве дива», выполненный анонимным переводчиком. По поводу личности переводчика сложилось несколько версий. Так, писатель Джон Винтерих и его соавтор к. ф. н. Д. М. Урнов приписывают перевод О. И. Тимирязевой (двоюродной сестре выдающегося учёного К. А. Тимирязева), которая упоминалась в 1871 году в письме Кэрролла издателю.
Первое издание вызвало в основном негативную реакцию критиков.
Анонимный автор поместил в журнале «Народная и детская библиотека» следующий негативный отзыв:
В маленькой книжке, переполненной орфографическими ошибками и стоящей непомерно дорого, помещён какой-то утомительно скучнейший, путанейший болезненный бред злосчастной девочки Сони; описание бреда лишено и тени художественности; остроумия и какого-нибудь веселья нет и признаков.
Отзыв из журнала «Воспитание и обучение»:
Публика, которая ищет содержания в детских книгах, не найдёт его в «Соне в царстве дива». Царство дива — это нескладный сон девочки, который переносит её в мир мышей, кошек, белок, насекомых. Может быть, покупатель, перелистывая книгу, подумает, что найдёт в ней кое-какое подражание «Бабушкиным сказкам» Жоржа Санда, и, разумеется, не рассчитывая найти ни крупного таланта, ни поэзии, будет всё-таки ожидать найти мысль, и ошибётся.
Отзыв из журнала «Женское образование»:
Есть книги, о которых и десяти слов сказать не хочется, до того они ниже всякой критики. Лежащее перед нами издание принадлежит именно к их числу. Бессодержательнее и нелепее этой сказки или, вернее, просто небывальщины (так как в создании сказки предполагается участие фантазии) трудно себе что-нибудь представить. Советуем всем матерям пройти мимо этого никуда не годного измышления, не приостанавливаясь ни на минуту.
Далее см. также.

## Переводы и иноязычные издания

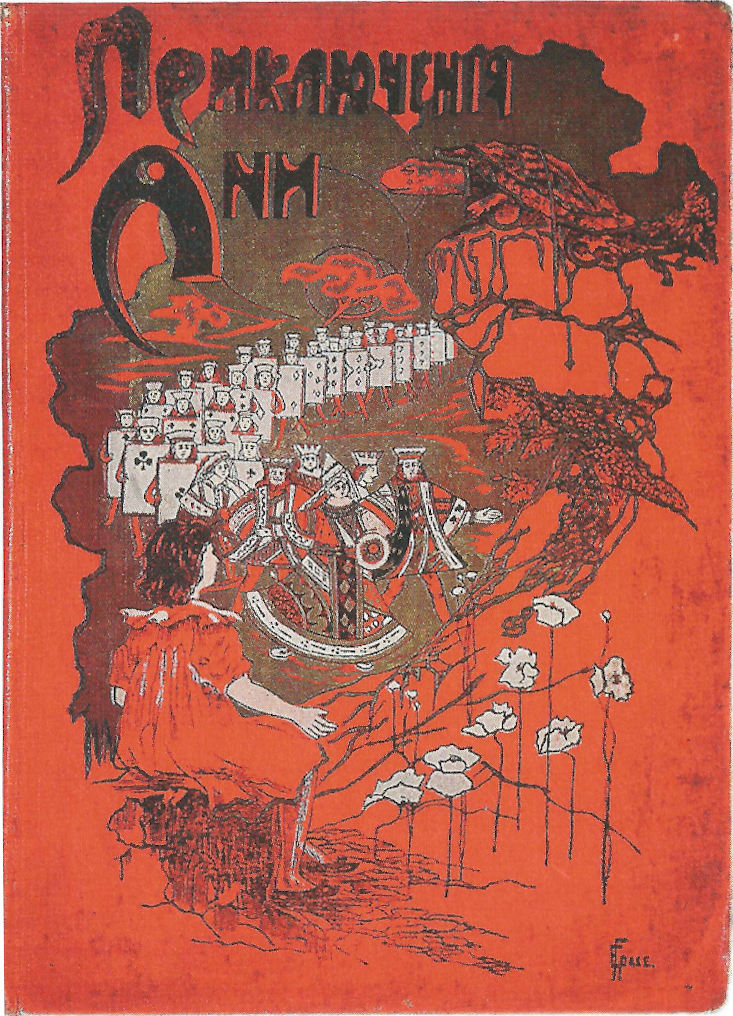
Издание 1908 года в адаптации Матильды Гранстрем, изд. «Э. А. Гранстрем»

### Принципы перевода
Существуют большое количество переводов сказки как на многие языки мира, так и на русский язык. Литературные обозреватели и сами переводчики отмечали, что сказка Кэрролла во многом построена на английских остротах и каламбурах, фольклоре, лингвистических и филологических тонкостях. Сергей Курий уточнял, что при буквальном переводе пропадает юмор и игра, а при ассоциативном получается «совсем не та „Алиса“». До сих пор не существует единого принципа перевода произведения.
В своей книге «Алиса на разных языках» Уоррен Уивер заявляет, что в сказке Кэрролла присутствует большее количество стихов пародийного типа: их девять на протяжении небольшого текста. Он говорит о трёх возможных методах перевода пародий. Более разумным он считает избрание стихотворения того же типа, которое хорошо известно на языке перевода, а затем написание пародии на него, с попыткой имитировать при этом стиль английского автора. К менее удовлетворительному способу он относил перевод более или менее механический и буквальный. Третий способ исходил из создания нового стихотворения в жанре нонсенс и использования его в тексте вместо оригинала.

Издание 1911 года в переводе Александры Рождественской, изд. «Товарищество М. О. Вольф»

### Переводы на русский язык
Впервые на русском языке книга появилась в 1879 году. Она называлась «Соня в царстве дива» и была отпечатана в типографии А. И. Мамонтова в Москве, без указания автора и переводчика. В настоящий момент её экземпляры сохранились в Российской национальной библиотеке и Российской государственной библиотеке. Следующий перевод появился через 29 лет — книга носила название «Приключения Ани в мире чудес», адаптацией занималась Матильда Гранстрем. В том же году публикуются и «Приключения Алисы в волшебной стране» в переводе Александры Рождественской. В 1909 году произведение выходит из печати в переводе Поликсены Соловьёвой, известной под псевдонимом Allegro. По мнению исследователей, последним дореволюционным изданием было «Алиса в волшебной стране» в сборнике «Английские сказки» (приложение к журналу «Золотое детство») без выходных данных. Предположительный год издания — 1913, а вероятный автор перевода — Михаил Чехов (брат писателя Антона Чехова).
В 1920—1940-х годах появляются переводы Анатолия Д’Актиля, Александра Оленича-Гнененко. В 1923 году публикуется версия перевода Владимира Набокова (под псевдонимом В. Сирин), озаглавленная «Аня в стране чудес». Набоков был большим поклонником книги Кэрролла. Он говорил, что его работа является далеко не первым переводом, но безусловно «самым лучшим». Критики впоследствии отмечали сходство окончания «Алисы в стране чудес» и его романа «Приглашение на казнь», а также наличие реминисценций на сказку Льюиса Кэролла в других произведениях Набокова.
В 1966 году переводом сказки занялась литературовед Нина Демурова. В основу перевода было положено последнее прижизненное издание обеих сказок вместе с комментариями М. Гарднера из книги «Аннотированная „Алиса“». Текстами стихов занимались несколько человек. Так, «Папу Вильяма» и «Морскую кадриль» задолго до того перевёл Самуил Маршак, но в конечном варианте его тексты были подвергнуты серьёзной переработке. Для издания 1967 года часть стихов («Июльский полдень золотой», «Цап-царап сказал мышке» и «Лупите своего сынка») перевела Дина Орловская, а после её смерти в 1970 году окончить работу взялась Ольга Седакова («Как дорожит своим хвостом», «Еда вечерняя», «Ты мигаешь, филин мой» и «Дама Червей»).
1971 год ознаменовался появлением в журнале «Пионер» пересказа советского поэта и детского писателя Бориса Заходера. В авторском предисловии, озаглавленном «Глава никакая», он заявлял, что не хотел бы на месте автора называть книгу «скучным» именованием «Приключения Алисы в Стране Чудес». Он считал, что ей бы больше соответствовали такие названия как «Алиска в Вообразилии», «… в Удивляндии», «… в Чепухании» или «Алиска в Расчудесии», но поддался сложившейся литературной традиции и перевёл название близко к авторскому. Заходер признавался, что произведение является его любимой книгой, которую он перечитывал в течение 25 лет на языке оригинала, прежде чем перевести. В 1972 году в журнале «Пионер» было опубликовано «Уйдисловие» Бориса Заходера, в котором он просил «исправить» его перевод стихотворения «Милый папа» (о папе Вильяме) в «Алисе в Стране Чудес» и прилагал другой текст перевода этого стихотворения.
В 1977 году появляется перевод Александра Щербакова, в 1988 году — Владимира Орла, в 1991 году — пересказ драматурга Леонида Яхнина, в 1997 году — перевод прозаика Бориса Балтера, в 2000 в интернете появился перевод Ю. Л. Нестеренко (в 2018 опубликован британским издательством Evertype). В 2000-х годах сказка стала массово переводиться и пересказываться различными переводчиками: Флоря, Сильвестровой, Вязовой, Хазановым, Тарловским, Токмаковой, Блехманом, Конча, Мельниченко. В интернете также опубликованы неизданные переводы Н. И. Старилова, А. Кононенко, О. Л. Хаславского. Имеется информация о неопубликованном переводе, выполненном Киром Булычёвым совместно с Л. А. Седовым, которые ошибочно предполагали, что сказка ранее на русский не переводилась. В 2016 г. в двуязычном издании был опубликован перевод Д. И. Ермоловича с комментарием.
Появление в 2018 году нового перевода филолога, прозаика и поэта Е. В. Клюева (Алиса в стране чудес. Алиса за зеркалом), выпущенного издательством «Самокат» с иллюстрациями художницы Флоор Ридер, вновь подтвердило значимость сказки Л. Кэрролла для теории перевода и литературного мира в целом. В 2019 году Ю. В. Смирнова провела сравнительный анализ нового перевода Евгения Клюева с переводами А. Н. Рождественской (1909) и Н. М. Демуровой (1967). Анализ показал, что одной из самых сложных задач при переводе сказки является перевод имён собственных и названий глав.

Переводчики
Поликсена Соловьёва
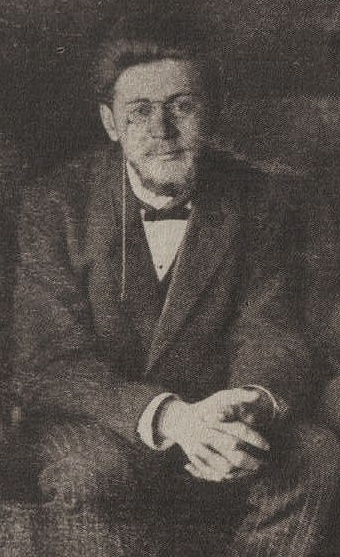
Михаил Чехов
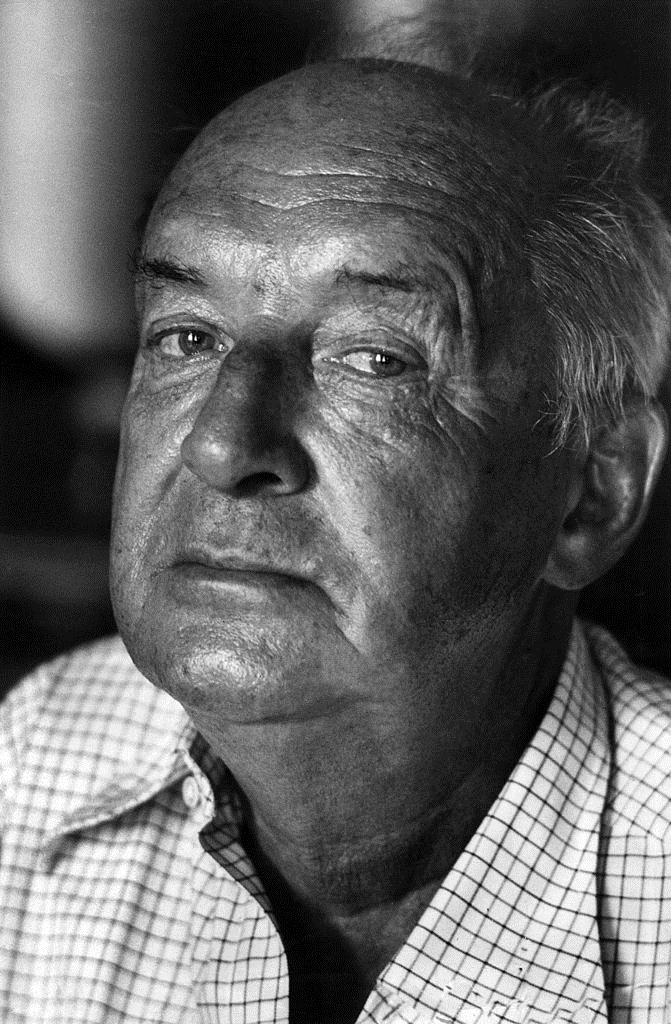
Владимир Набоков
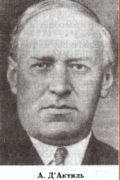
Анатолий Д’Актиль
Самуил Маршак
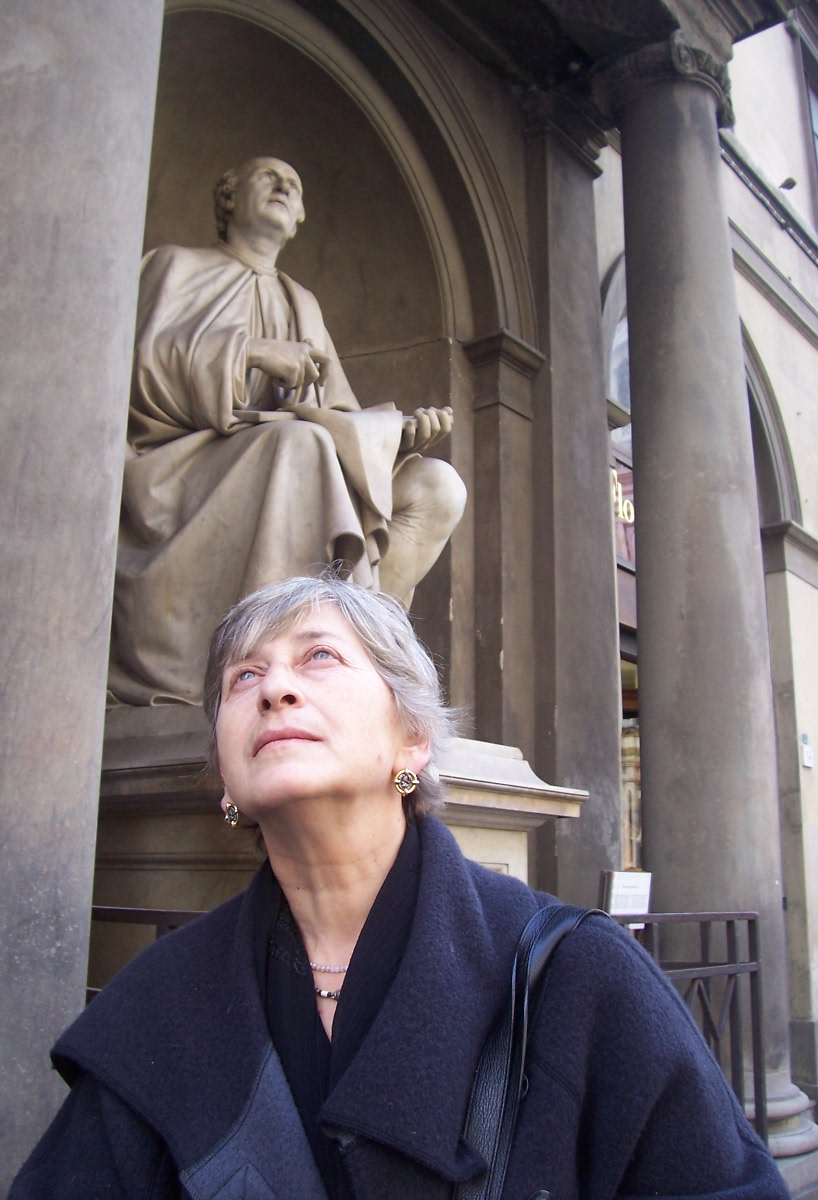
Ольга Седакова

#### Особенности перевода Нины Демуровой

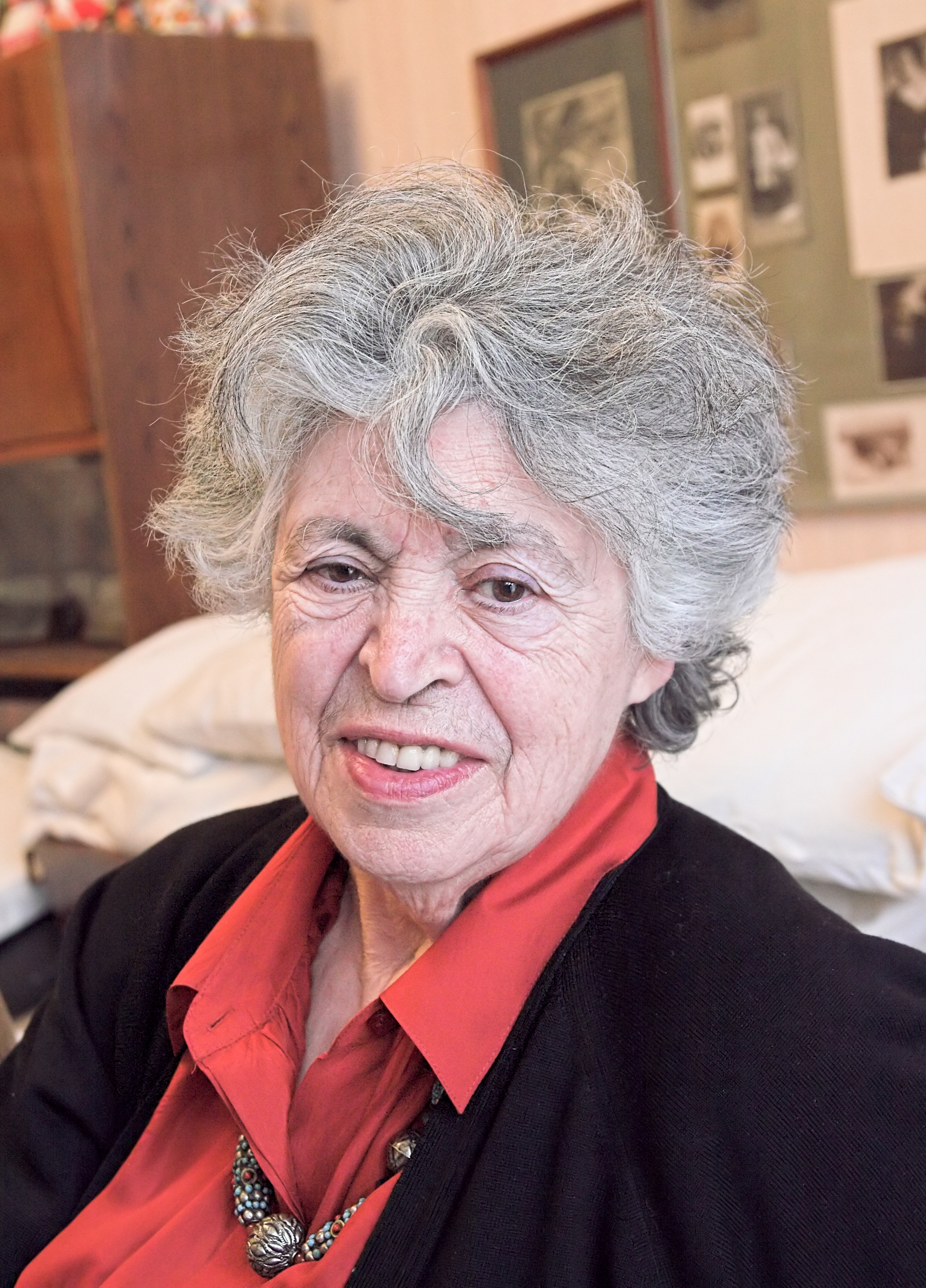
Перевод литературоведа, исследователя литературы Великобритании и США Нины Демуровой признан критиками как наиболее удачный и соответствующий оригиналу

По мнению литературоведа Нины Демуровой, «Алиса» Кэрролла принадлежит к числу самых трудных для перевода произведений мировой литературы. К обычным трудностям, связанным с переводом иноязычного автора, отдалённого от нашего времени иными нравами, литературными условностями и установками, прибавляется ещё одна.
Исследователь наряду с Оденом считает, что «могущественнейшим персонажем» произведения является сам английский язык. Демурова отмечала, что Кэрролл использовал своевольные алогизмы самого языка и экспериментировал с ними.
Литературовед ставила перед собой цель передать русскоязычному читателю лукавый и озорной, глубоко личный, лирический и философский дух сказок Доджсона, попытаться воспроизвести своеобразие авторской речи — сдержанной, чёткой, предельно динамичной и выразительной. Она писала:
Для понимания общей тональности авторской речи Кэрролла важно иметь в виду, что Кэрролл принадлежал к тем, кто, подобно Уордсворту, видел в детстве особое «состояние» не только данной личности, но и человечества, «состояние», которому, в силу его особой природы, открыто многое, чего не могут понять или почувствовать взрослые.
Демурова подчёркивала, что все переводчики стремились, не нарушая национального своеобразия подлинника, передать особую образность произведения, своеобразие его эксцентрических нонсенсов. Однако команда понимала, что полностью подобная задача невыполнима: невозможно точно передать на другом языке понятия и реалии, в этом другом языке не существующие.
Наиболее сложной задачей для переводчика был перевод имён и названий, суть которых сводилась к своеобразным шифрам. Дословный перевод в данном случае был невозможен. Так, во 2 главе фигурировали такие персонажи, как «Duck» — намёк на преподобного Робинсона Дакворта, «Lory» — Лорина и «Eaglet» — Эдит.
Буквальное значение слова «duck» — «утка» (относится к женскому роду) — заранее отрицает всякую связь с мистером Даквортом. Ни утка, ни селезень, ни лебедь, ни гусь, ни любая другая водоплавающая птица не давали необходимого звена к другу Кэрролла. Неожиданное возникшее имя «Робин Гусь» дало необходимую связь не через фамилию, как в оригинале, а через имя. «Eaglet» стал Орлёнком Эдом, а «Lory» — Попугайчиком Лори.
Трудности были и с адаптацией имени такого персонажа, как «Hatter». В русском отсутствует полный понятийный аналог безумца из английского фольклора, а следовательно, связанных с ним примет и ассоциативного поля. Компромиссом стали русские дураки. И те, и другие не похожи на нормальных людей, но всё делают не так, как положено. Глупость одних, так же как и безумство других, нередко оборачивается мудростью или вызовом здравому смыслу.
Так персонаж стал Болванщиком, в котором есть связь с английским героем: он имеет дело с болванками для шляп и не блещет умом. «The Caterpillar» первоначально должен был называться Шелкопрядом, однако это имя сочли вызывающим нерелевантные южные ассоциации, которые мало связаны с характером персонажа, и было принято решение остановиться на Гусенице.
Второй составляющей, на которой строится драматургия Кэрролла, является игра слов. Демурова отмечает, что юмор характеров и ситуаций сравнительно легко переводится, однако адекватному переводу словесная игра почти не поддаётся. Таким образом, приходилось выбирать между содержанием высказывания и юмористическим приёмом. В тех случаях, когда содержание является лишь поводом для игры ума, переводчица отдавала предпочтение приёму.
Кэрролловская проза неразрывно связана со стихами. Они появлялись как открыто, в виде прямых цитат, так и пародийно и завуалированно, в виде аллюзий. Переводчики при переводе пошли по новому пути, который не был предусмотрен Уорреном Уивером. Дело в том, что исследователь не мог знать, что некоторые из стихотворений уже давно были переведены на русский язык.
Дина Орловская написала для «Папы Вильяма» перевод исходных стихов Роберта Саути. Переведя на русский язык оригинал, она «подогнала» его под классическую пародию Самуила Маршака. Чтобы передать богатейший пародийный фон сказки, Седакова написала исходные русские тексты для пародируемых Кэрроллом оригиналов.

#### Оценки
В статье «О переводе сказок Кэрролла» Демурова дала оценку предшествующим работам. Она отмечала, что наиболее ранние переводы стремились приблизить сказки к русскому читателю-ребёнку, и как следствие, сильно преобразовывали образные и речевые особенности оригинала. Изменениям были подвергнуты имена, бытовые и исторические реалии, пародии, стихи. Алиса становилась Соней, Чеширский кот — Сибирским, в качестве пародий использовались стихотворения «Бородино», «Чижик-пыжик», «Горит восток…». Таким образом, переводчики воспринимали труд Доджсона как произведение, адресованное исключительно детям, придавали ему такие качества как «сентиментальность и псевдодетскость», что, по мнению литературоведа, входило в противоречие с самим духом сказок Кэрролла. Переводы 1920—1940-х годов отчасти продолжили старую традицию, но и стали пытаться переводить буквально, максимально приближённо к оригиналу. Так появились обращение «моя дорогая старушка, Мок-Тартль», «Римская Черепаха» и другое. Такой подход, по мнению Демуровой, придавал сказке мрачности. Литературовед подытоживала, что понятийные различия двух систем невозможно передать буквально.
Литературный критик Сергей Курий заявлял, что перевод Демуровой признан классическим, наиболее удачным и адекватным оригиналу. Он говорил, что переводчикам удалось сохранить дух английского национального колорита и в то же время сделать сказку более доступной для русскоязычного читателя. Версию Набокова он назвал «интересным примером перенесения кэрролловского нонсенса в российскую ментальность». Критик также заметил многочисленные изменения имён, и признал удачными стихотворные пародии, первоосновой для которых выступили российские произведения. В общем и целом обозреватель посчитал, что адекватного представления об оригинале перевод не даёт. Вариация «Алисы» Заходера, по мнению рецензента, являлась вольным пересказом, в котором переводчик приблизил произведение Кэрролла не только к русскому читателю, но и к советскому школьнику. Курий пишет, что эта работа адресована исключительно детям. Перевод Яхнина, по его мнению, был слишком далёким от оригинала, поскольку каламбуры и словесные парадоксы в нём встречались в тех местах, где они отсутствовали у Кэрролла. В переводе Орла утеряна «лёгкость и игривость слога», версия Щербакова названа добротной, Нестеренко и Старилова «близкой по букве», а Блехмана — очень вольной, весёлой и яркой.
Ирина Казюлькина, представитель ресурса Bibliogid.ru, также признала перевод Демуровой классическим. В нём удачно сочетаются академическая обстоятельность, точность, изысканность аналогий и выверенность деталей. Она заявила, что данный перевод является одним из самых востребованных издателями и читателями. Вариацию Бориса Заходера критик оценила как пересказ — лёгкий, яркий и смешной; вариант, выполненный Орлом, как наиболее филологически точный. В 1994 году за пересказ «Алисы» Яхнин получил Международный почётный диплом имени Ханса Кристиана Андерсена.

### Издания
По приблизительным данным на 1991 год, обе части сказок Кэрролла об Алисе в СССР издавались 69 раз общим тиражом около 6 миллионов экземпляров на 11 языках, включая английский. Ниже приводится относительно полный список переводов в хронологическом порядке по данным о первой публикации.
1. Соня в царствѣ дива / анонимный переводчик[К 18][К 19]; иллюстрации Дж. Тенниела. — М.: Типография А. И. Мамонтова и К°. — 1879. — 166 с., 1 л. ил.: ил.; 15 см.
2. Приключенія Ани в мірѣ чудесъ / перевод М. Д. Гранстремъ; иллюстрации Ч. Робинсона — Пбг: издательство Э. А. Гранстрема. — 1908. — 164 с., ил.; 22,3 см. — 3000 экз.
3. Приключенія Алисы въ волшебной странѣ / перевод А. Н. Рождественской; иллюстрации Ч. Робинсона // Журнал «Задушевное слово», том 49. № 1-7, 9-21, 22-33. — 1908—1909[К 20].
4. Приключенія Алисы въ странѣ чудесъ // перевод Allegro (П. С. Соловьёвой); иллюстрации Дж. Тенниела // Журнал «Тропинка», № 2-5, 7-17, 19, 20. — 1909. — 22, 2 см.
5. Алиса въ волшебной странѣ / перевод (возможно) М. П. Чехова; иллюстрации Г. Фернисса // Английские сказки (сборник). — СПб.: Издание журнала «Золотое детство» — [1913]. — С. 1-63, с ил.; 19,7 см.
6. Алиса в стране чудес / перевод Д’Актиля; иллюстрации Дж. Тенниела. — М.—Петроград: Издательство Л. Д. Френкель. — 1923. — 132 с., с ил.; 28 см. — 3000 экз.
7. Аня в стране чудес / перевод В. Сирина; иллюстрации С. Залшупина. — Берлин: Гамаюн, 1923. — 115 с. с ил.; 21,5 см.
8. Алиса в Стране Чудес / перевод А. П. Оленича-Гнененко; иллюстрации Дж. Тенниела; обложка В. Д. Бирюкова. — Ростов н/Д.: Ростиздат. — 1940. — 108 с., с ил.; 20 см. — 20 000 экз.
9. Приключения Алисы в стране чудес. Сквозь зеркало, и что там увидела Алиса, или Алиса в Зазеркалье / перевод и послесловие Н. М. Демуровой; стихи в переводах С. Я. Маршака и Д. Г. Орловской; иллюстрации П. Чуклева. — София: Издательство литературы на иностранных языках. — 1967. — 226 с., с ил.; 26,5 см.
10. Алиса в Стране Чудес / пересказ Б. В. Заходера; иллюстрации В. А. Чижикова // Журнал «Пионер». — 1971. № 12; 1972. № 1—3.
11. Приключения Алисы в стране чудес. Зазеркалье: (про то, что увидела там Алиса) / перевод А. А. Щербакова; предисловие Ю. О. Кагарлицкого; иллюстрации М. П. Митурича; оформление Е. Ганнушкина. — М.: Художественная литература, — 1977. — 304 с., с ил.; 20,3 см. — 30 000 экз.
12. Приключения Алисы в стране чудес / перевод и предисловие В. Э. Орла; иллюстрации Г. В. Калиновского. — М.: Детская литература, — 1988. — 144 с., с ил.; 28,2 см. — 100 000 экз.
13. Приключения Алисы в стране чудес / пересказ Л. Л. Яхнина; иллюстрации А. Е. Мартынова // Пионер. — 1991. № 1-3.
14. Приключения Алисы в стране чудес / перевод Б. Балтера для мультимедийного CD «Мир Алисы». — Изд-во «Комтех». — 1997[91].
15. Алиса в волшебной стране / пересказ И. П. Токмаковой. — сб. «Кэрролл, Нэсбит». — М.: Стрекоза-пресс, 2002. — (Классика — детям).
16. Приключения Алисы в Стране Чудес, или Странствие в Странную Страну / пересказ М. С. Блехмана; иллюстрации Д. Раковой. — Харьков-Монреаль. — 2005[К 21][92][93].
17. Алиса в Стране чудес / пересказ М. Н. Тарловского; худ. В. И. Макаров. — Реутов: Омега, 2006. — 48 с. с илл. — ISBN 5-465-01003-7.
18. Приключения Алисы в Стране Чудес // Волшебная книга сказок[К 22] (сборник) / перевод Н. Мироновой; худ. Г. Хильдебрандт. — (Стихи и сказки для детей). — ISBN 978-5-699-24611-3. — 184 с. — 5000 экз. — С. 126—183.
19. Алиса в Стране Чудес / перевод Д. Селиверстовой; худ. Г. Хильдебрандт. — Эксмо. — 7000 экз. — 2010. — 64 c.: ил. — ISBN 978-5-699-40948-8.
20. Алиса в Стране Чудес / пересказ Н. Вязовой, в сокращении. — Ростов-на-Дону: Проф-Пресс, 2010. — (Любимые сказки малышам). — 18000 экз. — ISBN 978-5-378-02151-2. — 144 с. — С. 127—140.
21. Алиса в стране чудес. Алиса за зеркалом / перевод Е. В. Клюева. — Самокат, 2018. — 384 с. — ISBN 978-5-91759-598-6.

| Название книги                                                                                    | Переводчик                                     | Иллюстратор                             | Год       | Издательство (Серия, журнал)                                        | Место издания    | Тираж   | Иные сведения                              |  |
| ------------------------------------------------------------------------------------------------- | ---------------------------------------------- | --------------------------------------- | --------- | ------------------------------------------------------------------- | ---------------- | ------- | ------------------------------------------ |  |
| Соня въ царствѣ дива                                                                              | Анонимный переводчик                           | Джон Тенниел                            | 1879      | Типография А. И. Мамонтова и К°                                     | Москва           | —       | 166 с., 1 л. ил.: ил.; 15 см.              |  |
| Приключенія Ани в мірѣ чудесъ                                                                     | М. Д. Гранстремъ                               | Чарльз Робинсон                         | 1908      | Э. А. Гранстрем                                                     | Санкт-Петербург  | 3000    | 164 с., ил.; 22,3 см.                      |  |
| Приключенія Алисы въ волшебной странѣ                                                             | А. Н. Рождественская                           | Чарльз Робинсон                         | 1908—1909 | Журнал «Задушевное слово»                                           | —                | —       | Том 49. № 1-7, 9-21, 22-33.                |  |
| Приключенія Алисы въ странѣ чудесъ                                                                | П. С. Соловьёв                                 | Джон Тенниел                            | 1909      | Журнал «Тропинка»                                                   | —                | —       | № 2-5, 7-17, 19, 20                        |  |
| Алиса въ волшебной странѣ                                                                         | М. П. Чехов (вероятно)                         | Г. Фернисс                              | 1913      | Сборник «Английские сказки», издание журнала «Золотое детство»      | Санкт-Петербург  | —       | С. 1-63, с ил.; 19,7 см.                   |  |
| Алиса в стране чудес                                                                              | А. Д'Актиль                                    | Джон Тенниел                            | 1923      | Издательство Л. Д. Френкель                                         | Москва-Петроград | 3000    | 132 с., с ил.; 28 см.                      |  |
| Аня в стране чудес                                                                                | В. В. Набоков                                  | С. Залшупин                             | 1923      | Гамаюн                                                              | Берлин           | —       | 115 с. с ил.; 21,5 см.                     |  |
| Алиса в Стране Чудес                                                                              | А. П. Оленич-Гнененко                          | Джон Тенниел, обложка В. Д. Бирюкова    | 1940      | Ростиздат                                                           | Ростов-на-Дону   | 20 000  | 108 с., с ил.; 20 см.                      |  |
| Приключения Алисы в стране чудес. Сквозь зеркало, и что там увидела Алиса, или Алиса в Зазеркалье | Н. М. Демурова, С. Я. Маршак и Д. Г. Орловская | Пётр Чуклев                             | 1967      | Издательство литературы на иностранных языках                       | София            | —       | 226 с., с ил.; 26,5 см.                    |  |
| Алиса в Стране Чудес                                                                              | Б. В. Заходер                                  | В. А. Чижиков                           | 1971-1972 | Журнал «Пионер»                                                     | —                | —       | № 12, №№1—3                                |  |
| Приключения Алисы в стране чудес. Зазеркалье: (про то, что увидела там Алиса)                     | А. А. Щербаков, предисловие Ю. О. Кагарлицкого | М. П. Митурич, оформление Е. Ганнушкина | 1977      | Художественная литература                                           | Москва           | 30 000  | 304 с., с ил.; 20,3 см.                    |  |
| Приключения Алисы в стране чудес                                                                  | В. Э. Орел                                     | Г. В. Калиновский                       | 1988      | Детская литература                                                  | Москва           | 100 000 | 144 с., с ил.; 28,2 см.                    |  |
| Приключения Алисы в стране чудес                                                                  | Л. Л. Яхнин                                    | А. Е. Мартынов                          | 1991      | —                                                                   | —                | —       | № 1-3                                      |  |
| Приключения Алисы в стране чудес                                                                  | Б. Балтер                                      | —                                       | 1997      | Изд-во «Комтех», 1С: Познавательная коллекция                       | —                | —       | ISBN 5-9521-0024-4, 2 CD-диска             |  |
| Алиса в волшебной стране                                                                          | И. П. Токмакова                                | —                                       | 2002      | Сборник «Кэрролл, Нэсбит», Стрекоза-пресс, серия «Классика — детям» | Москва           | —       | —                                          |  |
| Приключения Алисы в Стране Чудес, или Странствие в Странную Страну                                | М. С. Блехман                                  | Д. Ракова                               | 2005      | —                                                                   | Харьков-Монреаль | —       | —                                          |  |
| Алиса в Стране чудес                                                                              | М. Н. Тарловский                               | В. И. Макаров                           | 2006      | Омега                                                               | Реутов           | —       | 48 с. с илл. — ISBN 5-465-01003-7          |  |
| Алиса в Стране чудес                                                                              | Ю. Хазанов                                     | —                                       | 2006      | Детство. Отрочество. Юность. Библиотека «Иллюстрированная классика» | Москва           | 10 000  | ISBN 5-9639-0064-6, 240 с.                 |  |
| Приключения Алисы в Стране чудес, рассказанные для маленьких читателей самим автором              | Н. М. Демурова                                 | Елена Базанова                          | 2006      | Янтарный сказ                                                       | Калининград      | —       | 88 с.                                      |  |
| Приключения Алисы в Стране Чудес                                                                  | Н. Миронова                                    | Г. Хильдебрандт                         | 2008      | Эксмо. Стихи и сказки для детей                                     | Москва           | 5 000   | ISBN 978-5-699-24611-3, 184 с., С. 126—183 |  |
| Алиса в Стране Чудес                                                                              | Д. Селиверстова                                | Г. Хильдебрандт                         | 2010      | Эксмо                                                               | —                | 7000    | 64 c.: ил. — ISBN 978-5-699-40948-8        |  |
| Алиса в Стране Чудес                                                                              | Н. Вязова (пересказ в сокращении)              | —                                       | 2010      | Проф-Пресс, серия «Любимые сказки малышам»                          | Ростов-на-Дону   | 18 000  | 144 с., С. 127—140, ISBN 978-5-378-02151-2 |  |
| Алиса в стране чудес                                                                              | Надежда Конча, Мария Мельниченко               | Зденко Бейсик                           | 2010      | Росмэн                                                              | —                | —       | —                                          |  |

## Адаптации

### Экранизации
- 1903: Алиса в Стране чудес (фильм, 1903), режиссёр Сесиль Хепуорт, Великобритания[94].
- 1910: Алиса в Стране чудес (фильм, 1910), Edwin Stanton Porter, 10-минутный фильм. Костюмы и грим персонажей делались с учётом иллюстраций Тенниела.
- 1915: Алиса в Стране чудес (фильм, 1915), режиссёр В. В. Янг, США.
- 1931: Алиса в Стране чудес (фильм, 1931), режиссёр Bud Pollard, США.
- 1933: Алиса в Стране чудес (фильм, 1933), режиссёр Норман З. Маклауд, США.
- 1937: Alice in Wonderland, короткометражка, режиссёр George More O’Ferrall, Великобритания.
- 1946: Alice, режиссёр George More O’Ferrall.
- 1949: Алиса в Стране чудес (фильм, 1949), Lou Bunin Production, США—Франция.
- 1951: Алиса в Стране чудес (мультфильм, 1951), режиссёр Клайд Джероними, студия Дисней, США.
- 1955: Alice in Wonderland, TV-adaptation, режиссёр George Schaefer, адаптация бродвейской одноимённой пьесы 1932 года.
- 1966: Alice in Wonderland (мультфильм, 1966) (or What’s A Nice Kid like You Doing in a Place like this?), музыкальный анимационный фильм, производство Hanna Barbera, США
- 1966: Алиса в Стране чудес[англ.], режиссёр Джонатан Миллер, Великобритания.
- 1970: Алиса в стране чудес (фильм, 1970) / Alice au pays des merveilles, режиссёр Jean-Christophe Averty, Франция.
- 1972: Алиса в Стране чудес (музыкальный фильм), режиссёр Уильям Стерлинг, композитор Джон Барри, Великобритания.
- 1976: Алиса в Стране чудес (фильм, 1976), музыкальный порнофильм, США.
- 1976: Алиса в стране чудес / Alicia en el país de las maravillas, режиссёр Eduardo Plá, Аргентина.
- 1980: Маппет-шоу, 6 серия 5 сезона. Кукольная спектакль-пародия с участием живых людей. Брук Шилдс в роли Алисы.
- 1981: Алиса в Стране чудес, режиссёр Ефрем Пружанский, СССР.
- 1982: Алиса в Зазеркалье, режиссёр Ефрем Пружанский, СССР.
- 1982: Алиса во дворце / Alice at the Palace, режиссёр Эмиль Ардолино, США.
- 1982: Алиса в стране чудес (фильм, 1982) / Alice in Wonderland, режиссёры John Clark Donahue, John Driver, США.
- 1983: Alice in Wonderland, TV-adaptation, режиссёр Kirk Browning, адаптация бродвейской одноимённой пьесы 1982 года, которая в свою очередь базировалась на пьесе 1932 года.
- 1983: Fushigi no Kuni no Alice (аниме-сериал, 1983), студия Nippon Animation, Япония.
- 1985: Алиса в Стране чудес (фильм, 1985), режиссёр Гарри Харрис.
- 1985: Dreamchild (фильм, 1985), режиссёр Gavin Millar, США
- 1985: Alice in Wonderland (фильм, 1985), режиссёр Stephen Mottram, 5-серийный сериал, Великобритания.
- 1986: Алиса в стране чудес (фильм, 1986) / Alice in Wonderland, режиссёр Barry Letts, 4-серийный телесериал, Великобритания.
- 1987: Alice Through the Looking Glass (мультфильм, 1987), режиссёры Andrea Bresciani, Richard Slapczynski, США.
- 1988: Алиса в стране чудес (мультфильм, 1988) / Alice in Wonderland, режиссёр Rich Trueblood, Австралия.
- 1988: Алиса (фильм, 1988) / Něco z Alenky (Alice), режиссёр Ян Шванкмайер (Чехословакия).
- 1991: Приключения в Стране чудес[англ.] / Adventures in Wonderland, телешоу Disney Channel, транслировалось с 1991 по 1995 год.
- 1991: Alice in Wonderland (1988) режиссёр Steve Kramer, Япония.
- 1995: Алиса в Стране чудес (мультфильм, 1995) / Alice in Wonderland, режиссёры Toshiyuki Hiruma, Takashi Masunaga, Япония, США.
- 1995: Миюки в Стране чудес (аниме, 1995) / Fushigi no Kuni no Miyuki-chan, Япония.
- 1982: Алиса в Зазеркалье (фильм, 1998) / Alice Through the Looking Glass, режиссёр Джон Хендерсон, Великобритания.
- 1999: Алиса в Стране чудес (фильм, 1999) / Alice in Wonderland, режиссёр Ник Уиллинг, Великобритания, США, Германия.
- 1999: Alice Underground (мультфильм, 1999), режиссёр Роберт Э. Ли, США.
- 2009: Алиса в Стране чудес (фильм, 2009) / Alice, режиссёр Ник Уиллинг, Великобритания, Канада.
- 2010: Алиса в Стране чудес (мультфильм, 2010), режиссёры Робсон Лима, Эвертон Родригес, США.
- 2010: Алиса в Стране чудес (фильм, 2010), режиссёр Тим Бёртон, США.
- 2016: Алиса в Зазеркалье (фильм, 2016), режиссёр Бобин Джеймс, США.
- 2020: Питер Пэн и Алиса в стране чудес, режиссёр Бренда Чепмен, США, Великобритания.

### Аудиопостановки
- 1976: музыкальная сказка «Алиса в Стране чудес» выпущена на грампластинках фирмой «Мелодия». Перевод Н. Демуровой. Тексты и мелодии песен Владимира Высоцкого.
- 2002: альбом «Алиса» Тома Уэйтса.
- 2005: Алиса в Стране Чудес (+ аудиокнига CD) / Перевод Н. Демуровой. Текст Алисы читает Рената Литвинова, текст от автора — Александр Клюквин, текст Мартовского зайца и других зверей Антон Комолов, текст Чеширского кота — Николай Фоменко; серия «Книги, которые можно слушать». — М.: Обертон. — 2005. — ISBN 5-374-87103-X. — 104 с. — 20000 экз.

### Музыка и музыкальные постановки
- 2008: немецкая рок-группа Oomph! выпустила клип на песню «Labyrinth». Героиня клипа — маленькая девочка, которая потерялась в шахматном лабиринте. Шахматная доска симметрична и устроена по принципу зеркал, сквозь которые путешествует Алиса. Некоторые критики, изучавшие произведение «Алиса в стране чудес» упоминали при его анализе так называемую «шахматную мораль». Её значение определялось рассуждениями автора о конечной цели бытия в жизни и небытия в смерти[95]. Сам солист группы (Дэро Гой) предстаёт в образе Безумного Шляпника. На пути к выходу из Лабиринта ей попадаются различные карикатурные персонажи сказки: человекообразный кролик, червонная королева, мартовский заяц и причудливые монстры.
- 2011: балет «Alice’s Adventures in Wonderland» в постановке Королевского балета «Ковент-Гарден». Композитор: Джоби Тэлбот[англ.]. Хореография: Кристофер Уилдон. В главных партиях: Лорен Катберсон, Сергей Полунин, Зинаида Яновски, Стивен Макрей, Эдвард Уотсон, Эрик Андервуд. Дирижёр: Барри Уордсворт. Премьера состоялась 28 февраля 2011 года[96][97].
- 2018: в декабре 2018 года в Москве певец, актёр и композитор Глеб Матвейчук представил свой авторский мюзикл «Лабиринты сна», созданный по мотивам сказки Льюиса Кэролла. Спектакль является оригинальной фантазией на тему «Алисы в Стране чудес». Главная героиня — не маленькая девочка, а взрослая девушка, которая видит сон. Тексты песен написал известный поэт Карен Кавалерян. Роль Алисы исполнили Ирина Вершкова и Евгения Туркова, Красную Королеву сыграла Анастасия Спиридонова[98].
- 2021: 19 марта в ФЦ Москва[99] состоялась премьера мюзикла «Алиса в Стране чудес»[100]. Постановка является обновлённой версией мюзикла «|Лабиринты сна», поменялась драматургия, обновился актёрский состав, появились новые арии. Музыка Глеба Матвейчука, либретто Карена Кавалеряна. Главные герои: Алиса (Александра Каспарова, Юлия Довганишина, Екатерина Салес), Шляпник (Ярослав Баярунас, Эмиль Салес, Павел Стукалов), Королева (Теона Дольникова, Агата Вавилова, Юлия Чуракова), Кролик (Сергей Веселов, Павел Стукалов)[101].

### Компьютерные игры

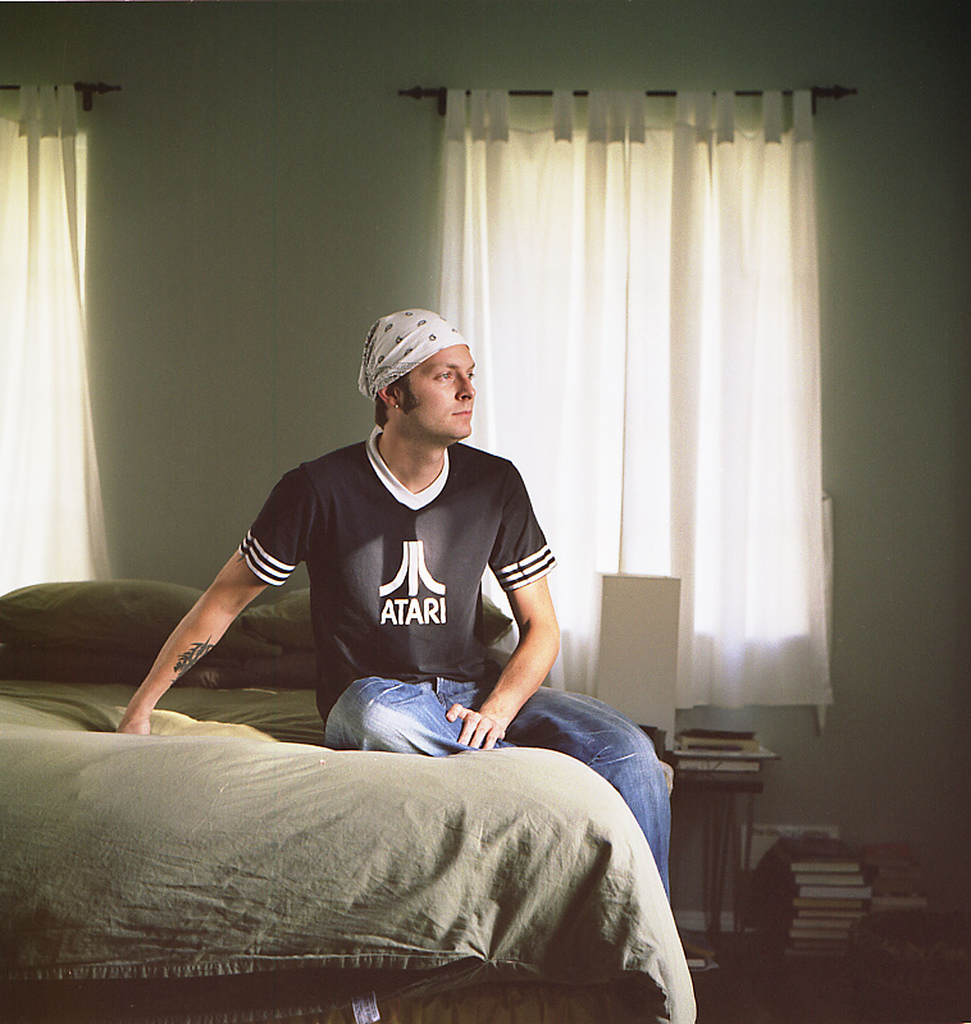
Американ Макги отвечал за две крупнейших игровых адаптации сказки: American McGee’s Alice и Alice: Madness Returns

По мотивам сказки разработано множество компьютерных игр, большая часть которых основана не только на «Приключениях Алисы в Стране чудес», но и на сиквеле «Алиса в Зазеркалье». Исторически первой игрой стал проект Alice in Wonderland, выпущенный в 1985 году на персональном компьютере Commodore 64. Он был разработан студией Dale Disharoon и издан корпорацией Windham Classics. В двумерной приключенческой игре присутствовало около 60 анимированных персонажей; она была предназначена для детей от 10 лет.
Вторым проектом стала одноимённая игра Alice in Wonderland. Она была разработана студией Digital Eclipse и издана Nintendo. Игра была основана на экранизации Уолта Диснея и выпущена 4 октября 2000 года на игровой приставке Game Boy Color. Проект отличался наличием изометрической проекции и высоким уровнем графического исполнения.
5 декабря 2000 года появляется проект American McGee’s Alice, выполненный в жанре action от третьего лица. Он был разработан американской компанией Rogue Entertainment под руководством геймдизайнера Американа Макги и издан Electronic Arts. Первоначально игра была представлена на Microsoft Windows и Mac OS, позже портирована на платформы PlayStation 3 и Xbox 360. Согласно сюжету, семья Алисы погибает в пожаре, в то время как главная героиня находится в мире своих сюрреалистических фантазий, где Страна чудес представлена в страшной викторианской стилистике. Для того чтобы вернуть здравомыслие, Алисе приходится бороться с порождениями собственного воображения.
31 декабря 2001 года появился мультипликационный квест Alice in Wonderland, разработанный компанией Lexis Numerique и изданный Emme для платформ PC и Mac. Общая форма повествования близка к сюжету сказок Кэрролла, в ходе которой Алисе нужно доказать невиновность Валета Червей в краже клубничного пирога. Проект ориентирован на целевую группу детей от 7 до 12 лет.
14 февраля 2007 года в Японии происходит релиз ещё одной игры по мотивам сказки — Heart no Kuni no Alice в жанре отомэ с элементами квеста. Проект, носящий пародийный характер, был разработан компанией QuinRose для Microsoft Windows и PlayStation 2 и позже, в 2009 году, портирован Prototype на платформу PlayStation Portable. Согласно сюжету игры, Алису похищает таинственный человек с кроличьими ушами. Вместе они путешествуют по стране Сердец, где главная героиня встречает лидера мафиозной группировки, очаровательного рыцаря и других персонажей. В игре присутствует изрядная доля романтики.
2 марта 2010 появляется трёхмерная аркада Alice in Wonderland, в России также известная как «Disney. Алиса в Стране Чудес». Проект создан по мотивам экранизации Тима Бёртона. Игра разработана компанией Etranges Libellules издана в Америке и Великобритании фирмой Disney Interactive Studios. В России издателем проекта выступил «Новый Диск». Игра предназначена для детей от 12 лет и старше. В проекте представлены сразу несколько играбельных персонажей — управлять можно Безумным Шляпником, Чеширским Котом, Мышью Соней и Мартовским Зайцем. Каждый из них обладает особыми способностями и умениями.
14 июня 2011 года ознаменовалось выпуском Alice: Madness Returns, являющейся продолжением American McGee’s Alice. Игра, представляющая собой приключенческий боевик от третьего лица, была разработана китайской студией Spicy Horse и издана Electronic Arts. Сиквел вышел на операционной системе Windows и на приставках PlayStation 3 и Xbox 360. Проект по-прежнему повествовал об Алисе Лидделл, пытающийся избавиться от мучительных галлюцинаций. По ходу игры протагонистка посещает лежащую в руинах Страну чудес и улицы Лондона, пытаясь выяснить причины пожара.
В 2012 году в свет вышла игра Mirrors of Albion («Зеркала Альбиона»), выпущенная компанией Game Insight. Игра относится к жанру «поиск предметов», а игрок выступает в качестве детектива, которому нужно разгадать тайну исчезновения Алисы.
| Название                                                                    | Дата первого выпуска | Разработчик                               | Издатель                                                     | Жанр             | Платформа                                                                      |
| --------------------------------------------------------------------------- | -------------------- | ----------------------------------------- | ------------------------------------------------------------ | ---------------- | ------------------------------------------------------------------------------ |
| Alice in Wonderland                                                         | 1 января 1985        | Dale Disharoon, Inc.                      | Windham Classics                                             | Action           | Commodore 64                                                                   |
| Alice in Wonderland                                                         | 4 октября 2000       | Digital Eclipse                           | Nintendo                                                     | Action           | Game Boy Color                                                                 |
| American McGee’s Alice                                                      | 5 декабря 2000       | Rogue Entertainment, Ritual Entertainment | Electronic Arts, Aspyr Media                                 | Action           | Microsoft Windows, Mac OS, PlayStation 3, Xbox 360                             |
| Alice in Wonderland                                                         | 31 декабря 2001      | Lexis Numerique                           | Emme, Руссобит-М, GFI, Cornelsen Software, I.C.E. Multimedia | Квест            | PC, Mac                                                                        |
| Heart no Kuni no Alice                                                      | 14 февраля 2007      | QuinRose                                  | Quin Rose, Prototype                                         | Отомэ, квест     | Microsoft Windows, PlayStation 2, PlayStation Portable                         |
| Alice in Wonderland: An Adventure Beyond the Mirror                         | 22 февраля 2010      | Disney Interactive Studios                | Disney Interactive Studios                                   | Квест            | iPhone                                                                         |
| Alice in Wonderland                                                         | 2 марта 2010         | Etranges Libellules                       | Disney Interactive Studios, Новый Диск                       | Аркада           | PC, Wii, Nintendo DS                                                           |
| Alice In Wonderland — Puzzle Game                                           | 5 марта 2010         | Binary Wits, LLC                          | —                                                            | Головоломка      | iPhone                                                                         |
| Alice in Wonderland — Matching Game                                         | 27 марта 2010        | Swartz Enterprises, Inc.                  | —                                                            | Головоломка      | iPhone                                                                         |
| Alice in Wonderland: Hidden Objects                                         | 1 апреля 2010        | Warelex                                   | —                                                            | Квест            | iPhone                                                                         |
| Alice in Wonderland — Escape from the rabbit hole                           | 2 апреля 2010        | Inner Four, Inc.                          | —                                                            | Action           | iPhone                                                                         |
| A Matching Game — Alice in Wonderland                                       | 2 апреля 2010        | Inner Four, Inc.                          | —                                                            | Головоломка      | iPhone                                                                         |
| A Slider Puzzle — Alice in Wonderland                                       | 2 апреля 2010        | Inner Four, Inc.                          | —                                                            | Головоломка      | iPhone                                                                         |
| Alice in Wonderland — A New Adventures                                      | 12 апреля 2010       | Inner Four, Inc.                          | —                                                            | Action           | iPhone                                                                         |
| Alice in Wonderland Quiz                                                    | 16 апреля 2010       | Web X.0 Media                             | —                                                            | Головоломка      | iPhone                                                                         |
| Alice in Wonderland: The Movie                                              | 30 июня 2010         | Disney Mobile                             | Disney Mobile                                                | Квест            | PC, Wii, Nintendo DS, iPhone                                                   |
| HdO Alice in Wonderland                                                     | 1 октября 2010       | Anuman                                    | Anuman, Руссобит-М, GFI                                      | Casual           | PC                                                                             |
| Alice In Wonderland: Cartoon Arcade Game With Story                         | 5 января 2011        | Perspicacity                              | —                                                            | Квест            | iPhone                                                                         |
| Alice In Wonderland: A 3D Cartoon Arcade Game for Kids                      | 28 апреля 2011       | Perspicacity                              | —                                                            | Квест            | iPhone                                                                         |
| Enhanced Alice in Wonderland                                                | 22 мая 2011          | MobNotate.com                             | —                                                            | Квест            | iPhone                                                                         |
| Alice Candy Feed: Alice In Wonderland Cartoon Physics Game / Games For Kids | 24 мая 2011          | Perspicacity                              | —                                                            | Квест            | iPhone                                                                         |
| Alice: Madness Returns                                                      | 14 июня 2011         | Spicy Horse                               | Electronic Arts                                              | Action-adventure | Windows, PlayStation 3, Xbox 360                                               |
| Mirrors of Albion                                                           | 26 октября 2012      | Game Insight                              | Join Game                                                    | Поиск предметов  | iPad, iPhone, Android, Amazon, Windows, Windows Phone, Facebook, Одноклассники |

## Театральные постановки
В 2019 году в Московском губернской театре состоялась премьера спектакля «Алиса в стране чудес». Режиссёр-постановщик — Сергей Безруков, Сергей Виноградов.

## Влияние на культуру
Более подробно эта тема раскрыта в англоязычной статье

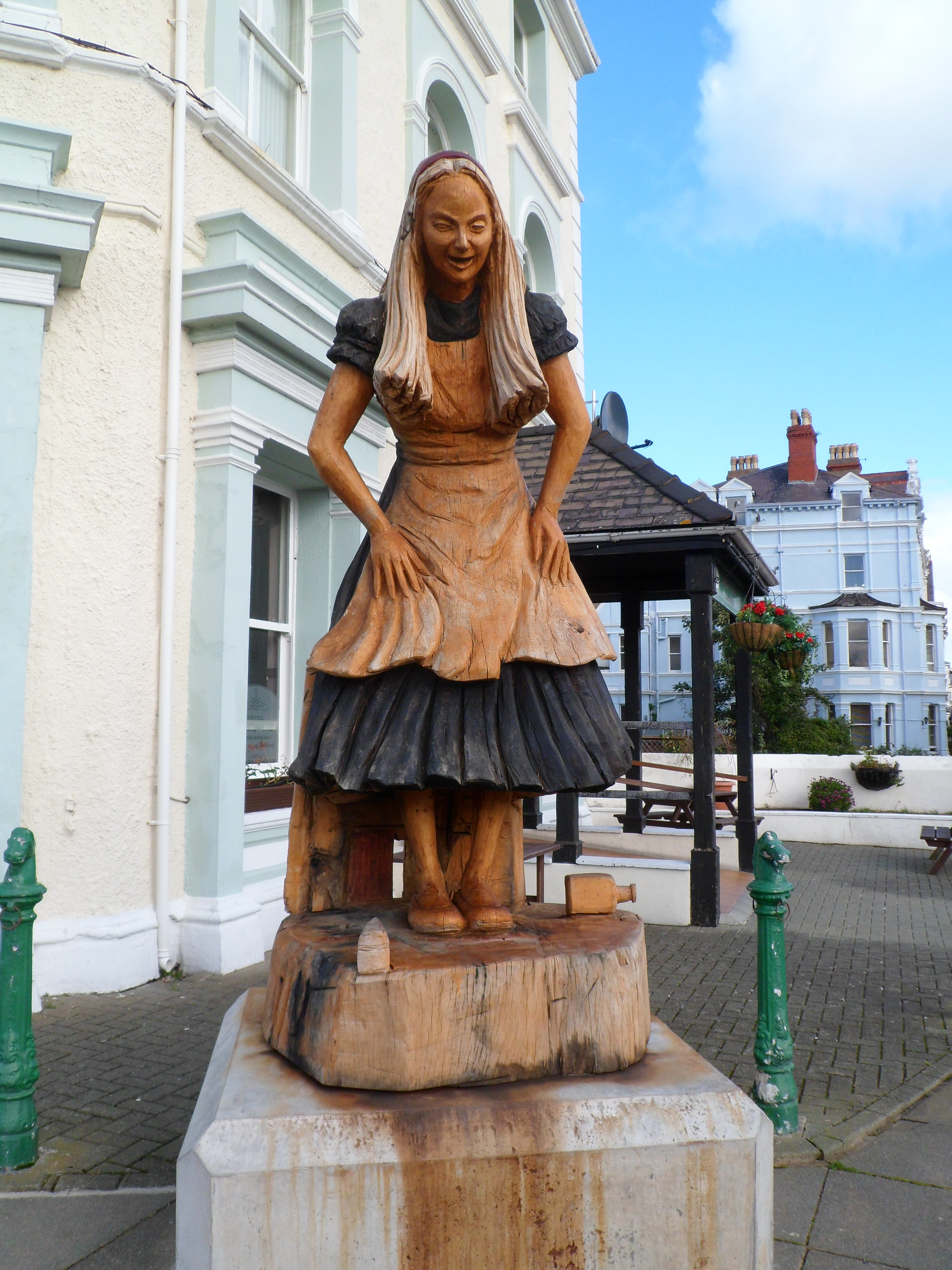
1 из 4 деревянных статуй Алисы в Лландудно (Уэльс), где Алиса Лидделл проводила свои каникулы в детстве

- Благодаря сказке имя Алиса стало популярным[источник не указан 4743 дня].
- Известная гранж-группа Alice in Chains названа в честь «Алисы в Стране чудес».
- «Алиса в Стране чудес» вошла в список двенадцати «самых английских» предметов и явлений, составленный министерством культуры, спорта и СМИ Великобритании[137].
- Дезориентирующее неврологическое состояние, которое затрагивает визуальное восприятие человека так, что субъект воспринимает объекты существенно меньшего размера, чем они есть в действительности, а объект кажется далёким или чрезвычайно близким в то же самое время, получил название синдром Алисы в Стране чудес (англ. Alice in Wonderland syndrome; AIWS).
- Повести Льюиса Кэрролла «Алиса в Стране чудес» и «…в Зазеркалье» оказали особое влияние на Бальтазара Бальтуса. С Алисой связаны образы кошек, мечтающих котов, которым девочка подставляет зеркало.
- На протяжении XX века «Алиса в Стране чудес» стала предметом для различных философских, психоаналитических, сатирических и других вариаций.
- Композиция психоделической группы 1960-х годов Jefferson Airplane называется «White Rabbit»; в ней упоминаются многие из персонажей сказок Кэрролла (Гусеница, Белый Рыцарь, Червонная Королева, Соня и пр.). Также существовала «марка» (кусочек картона 5x5 миллиметров, пропитанный ЛСД) с изображением Алисы[138]. Оба явления, вероятно, связаны, в частности, с известным свойством ЛСД временно вызывать AIWS (см. выше) либо с проявляющейся под его действием парадоксальной логикой, схожей с логикой персонажей книги.
- Группа Marilyn Manson в своём альбоме «Eat Me, Drink Me» (англ. «Съешь меня, выпей меня») 2007 года использует отсылки к пирожку из сказки, увеличивающему размеры съевшего его (там была надпись «Съешь меня») и уменьшающему напитку (надпись «Выпей меня»), проводя художественные параллели и смешивая их с христианским таинством Евхаристии (съесть хлеб, пресуществившийся в Тело Христово, выпить вино, пресуществившееся в Кровь Христову)[139][140][141]ISBN 9780859658768. Кроме того, в песне «Are You the Rabbit?» с этого же альбома есть отсылки к образу Белого Кролика[142][143][144].
- Канадская певица и виолончелистка Жоран в своей композиции «Jinx» обращается к образу Белого Кролика: «Единственное, что я совершила — доверила Кролику право открывать нужные двери» (англ. "The only thing I did was trust the rabbit to open the right doors")[145].
- Известный джазовый пианист Чик Кориа в 1978 году записал альбом «The Mad Hatter» («Безумный шляпник»).
- Британская рок-группа Paice, Ashton & Lord в 1977 выпустила альбом «Malice In Wonderland» (Преступное намерение, злоба в стране чудес). Альбом с таким же названием в 1980 выпустила группа Nazareth. В 2009 почти с таким же названием (Malice N Wonderland) альбом выпустил рэпер Snoop Dogg.
- В клипе на песню «Labyrint» немецкой группы Oomph! сюжет имеет множество мрачных аллюзий на произведение.
- Британская хеви-металл группа Saxon в 2015 году выпустила альбом Battering Ram, где есть песня «Queen of Hearts».
- Певица Гвен Стефани превратилась в Алису из сказки «Алиса в Стране чудес» в клипе на песню «What You Waiting For?»[146] 2004 года[147].
- Скрипачка и танцовщица Линдси Стирлинг снялась в клипе к композиции «Hold My Heart»[148] 2016 года по мотивам «Алисы в Стране чудес», где Линдси предстала в образе белого кролика вместе с певицей королевой-ZZ Ward, а вместо девочки Алисы героем стал парень. Он проваливается под землю в сказочный мир и следуя за кроликом-Линдси попадает на поляну с чаепитием[149].

### Реминисценции в литературе

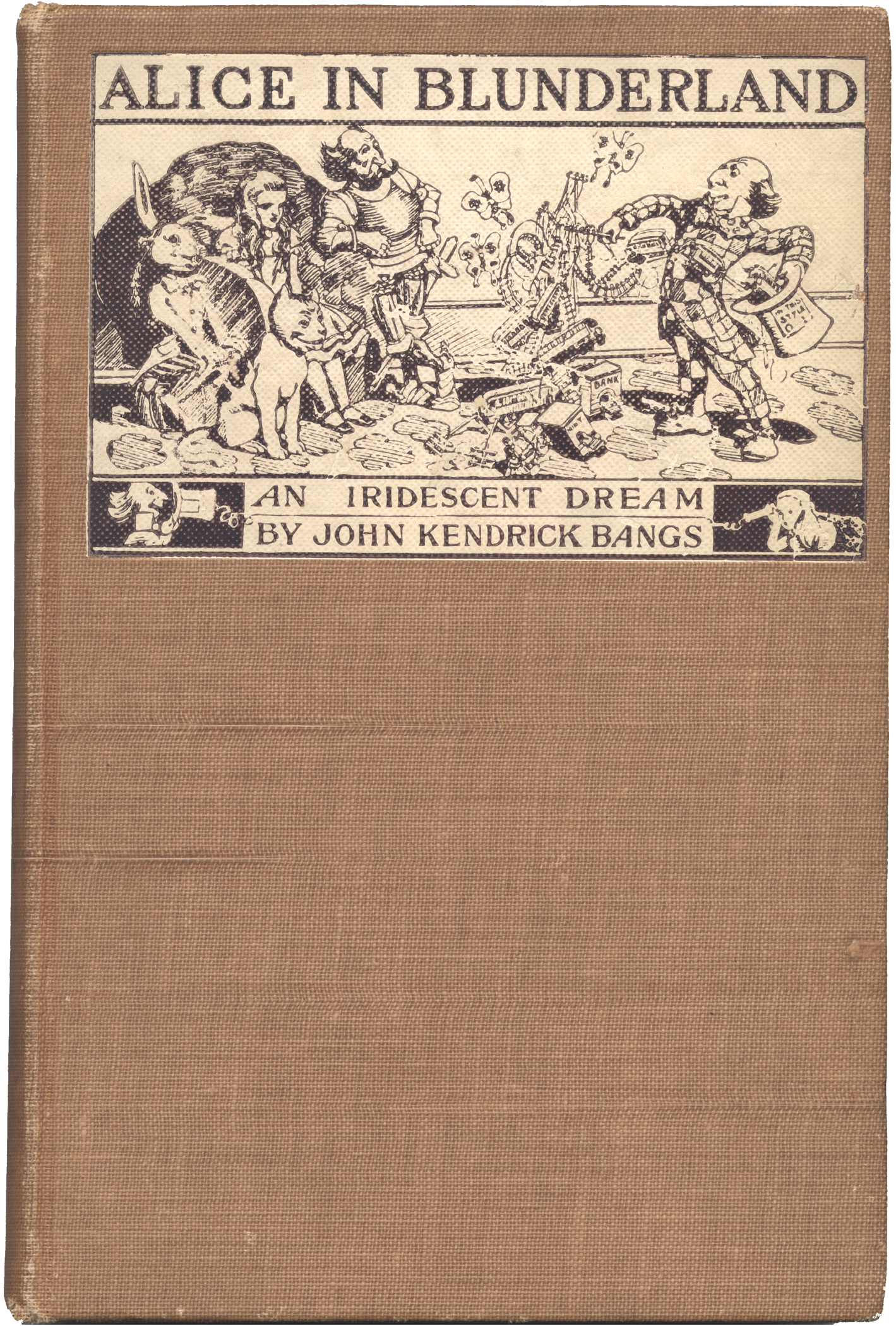
Обложка книги Alice in Blunderland: An Iridescent Dream (1907) Джорджа Бэнкса, политическая пародия на книги Кэррола

- Саки. The Westminster Alice (1902).[150]
- Caroline Lewis (коллективный псевдоним). Clara in Blunderland (1902)[151]
- Caroline Lewis (коллективный псевдоним). Lost in Blunderland: The further adventures of Clara (1903)
- John Bull’s Adventures in the Fiscal Wonderland (1904)
- John Bangs. Alice in Blunderland: An Iridescent Dream (1907)
- A New Alice in the Old Wonderland (1895)
- New Adventures of Alice (1917)
- Mopsa the Fairy (1869)[152]
- Davy and the Goblin (1884)
- The Admiral’s Caravan (1891)[153]
- Gladys in Grammarland (1896)[153]
- A New Wonderland (1898)
- Rollo in Emblemland (1902)
- Justnowland (1912)
- Alice in Orchestralia (1925)
- Постмодернисткая повесть Энтони Бёрджесса «Долгий путь к чаепитию» (1976)[154]
- Книга Гилберта Адэра «Алиса в Заиголье»[англ.] (1984) представляется продолжением двух книг об Алисе. Через игольное ушко Алиса попадает в страну, населённую, наряду с другими сказочными героями, Буквами.
- Ещё одно продолжение — книга Джеффа Нуна «Автоматическая Алиса»[англ.] (1996). В этой книге путешествия Алисы продолжаются в Манчестере будущего, населённого Исполнительными Гадами, людьми, больными «невмонией», и невидимым котом по имени Кварк.
- «Золотой полдень» Анджея Сапковского — апокриф к «Алисе в Стране чудес».
- Образ Алисы, а также персонажи книг Кэрролла неоднократно использовались писателем Роджером Желязны в его рассказах, повестях и романах.
- Стихотворение «Все тенали бороговы…», давшее название рассказу фантаста Генри Каттнера, рассматривается им как код, прямая инструкция для выхода в настоящую жизнь из нашей реальности, являющейся всего лишь тёплым и удобным местом для выращивания потомства. Совершенно бессмысленный для взрослых людей, уже впитавших обычную для нашего мира «логику X», набор слов открывает 6-летнему Скотту и 2-летней Эмме удивительную «дорогу обратно в океан». Кроме того, в рассказе появляется Льюис Кэрролл, записывающий это стихотворение со слов «маленькой подружки Алисы»… чтобы вставить его потом в свою книгу.
- Алиса Лидделл Харгривс (не героиня книги, а реальная личность) — персонаж серии романов Филипа Джоуза Фармера «Мир Реки».
- В комиксе «Arkham Asylum: A Serious House on Serious Earth» проводится масса аналогий со сказками об Алисе:
  - Амадей Аркхем, создатель психиатрической клиники Аркхэм, переживает за свою дочь, которой часто снятся кошмары: «Харриет страдала от ночных кошмаров. Я винил в этом Льюиса Кэрролла, но она настаивала, чтобы я перечитывал его книги…»
  - Двуликий проходит курс терапии. Вместо монеты ему дают игральную кость, затем карты таро.
  - В образе Джокера узнаётся Чеширский кот.
  - Бэтмен, путешествуя по психиатрической клинике, встречает Безумного Шляпника в зеркале, курящего кальян, — точь-в-точь как Синяя Гусеница.

### Реминисценции в кинематографе
- В фильме «Лабиринт» девушка Сара отправляется в путешествие по волшебному лабиринту, чтобы вернуть своего младшего брата, которого забрал король гоблинов. В пути Сару ожидает множество приключений, в том числе и падение в дыру забвения. Также она встречает говорящую гусеницу и других сказочных персонажей.
- В начале фильма «Матрица» Нео получает сообщение о том, что он должен, подобно Алисе, следовать за белым кроликом. Один из главных героев, Морфеус, предлагает Нео узнать, «насколько глубока кроличья нора».
  - В альбоме Victims Of The Modern Age 2010 года голландского прогрессив-метал-проекта Star One это было обыграно в названии открывающей композиции «Down The Rabbit Hole».
- В фильме «Обитель зла» режиссёр использовал массу аналогий фильма со сказками Л. Кэрролла: имя главной героини, название компьютера «Красная королева», белый кролик, на котором было испробовано действие Т-вируса и антивируса, проход в «Umbrella Corporation» через зеркало и т. д.
- В фильме «Страна приливов» Джелиза-Роуз читает своему отцу отрывки из «Алисы в Стране чудес», а через весь фильм проходят реминисценции из «Алисы»: поездка в автобусе, падение в нору, кролик, Делл ведёт себя то как герцогиня из Страны чудес, то как Белая Королева из Зазеркалья) и т. д.
- В 15 серии 1 сезона оригинального сериала «Звёздного пути» герои оказываются на планете развлечений: то, о чём ты думаешь, моментально программируется и появляется. Изначальное окружение — это лес, и одному из героев он показался похожим на лес из Алисы в стране чудес; так как он об этом подумал, то перед ними появился белый кролик и бежавшая за ним Алиса.
- В фильме «Фредди против Джейсона» одна из жертв видит Фредди Крюгера в образе гусеницы с кальяном.
- Американский режиссёр Винсент Коллинз снял короткометражный мультипликационный фильм «Злоба в Стране чудес» (англ. Malice in Wonderland) с элементами сюрреализма, в котором использованы образы из книги.
- В 8 серии 1 сезона американского фантастического телесериала «Хранилище 13» персонаж Алиса представлена как девушка, заточённая в магическом зеркале Кэрролла за своё сумасшествие.
- В первом сезоне сериала «Звёздный путь: Дискавери» книга Кэрролла стала важным для сюжета символом парадоксальной, противоречивой стороны реальности. Майкл хранит подаренный на выпускной экземпляр «Алисы» и передает его подруге, заинтересовавшейся настоящей бумажной книгой — редкостью в будущем. Кроме того, в сезоне есть простые отсылки к обеим книгам.
- Внешность одного из основных персонажей научно-фантастического сериала «Мир Дикого Запада», Долорес Абернати, вдохновлена Алисой Льюиса Кэрролла. Также во время одного из сеансов диагностики Арнольд вручает ей книгу «Алиса в стране чудес», которую некогда читал своему сыну, и просит зачитать следующий фрагмент: «Нет, вы только подумайте! Какой сегодня день странный! А вчера всё шло как обычно! Может, это я изменилась за ночь?». Долорес делает паузу, вопросительно глядя на него. Он спрашивает её, наводит ли это её на какие-то мысли. Она находит в этом сходство с «прочими нашими книгами», поскольку «перемены — это общая тема всех книг». Арнольд говорит: «Наверное, людям нравится читать о том, чего они больше всего хотят, но почти никогда не получают». Долорес начинает расспрашивать его о сыне и том, где он. Арнольд говорит, что она этого не поймёт, и, переведя её в режим анализа, хочет знать, почему она об этом спрашивает. Она отвечает, что личные вопросы — это просто встроенный шаблон проявления к собеседнику внимания. Удовлетворенный её ответом, он велит ей «Продолжить». Долорес продолжает читать, пока не доходит до того места, где Алиса спрашивает себя: «Дайте-ка вспомнить: сегодня утром, когда я встала, я это была или не я? Кажется, уже не совсем я! Но если это так, то кто же я в таком случае?» Данная сцена и участие в ней данной книги тесно связаны с одной из основных тематик сериала: самосознание андроидов.
- В аниме «Эрго Прокси» все персонажи находятся в поисках настоящих «себя», поэтому на протяжении всех серий встречается множество отсылок к «Алисе в стране чудес» : девочка-андроид (зараженный вирусом когито авторейв Пино) читает эту книгу (показаны кадры, где на страницах видны иллюстрации стражников, перекрашивающих розы), Винсента из лабиринта в городе Ромдо выводит Пино в костюме с ушками, напоминающего кролика, а также корабль, на котором они путешествует, называется «Кролик», и множество других смысловых отсылок.
- Третий сезон аниме Sword Art Online под названием «Алисизация» проходит в подземном мире, представляющем собой интерпретацию книги «Алиса в стране чудес»; одну из главных героинь третьего сезона также зовут Алиса.

### Реминисценции в играх
- В игре Silent Hill есть отсылка к произведению в виде пластинок «Кота», «Болванщика» и прочих. Главный герой находит их в больнице.
- В серии игр Black Souls фигурируют отсылки к произведению в виде персонажей и вещей.

## Факты
- В последней 12-й главе Король пытается удалить Алису из зала суда по только что придуманному им «Закону номер Сорок Два». В первом, иллюстрированном Джоном Тенниелом издании Льюис Кэрролл настаивал именно на этом количестве рисунков.
- Фраза «Общество безумного чаепития» распространена в научных кругах и может выступать в качестве названия (самоназвания) объединений и просто групп учёных. Например, так называли группу, состоявшую из Бертрана Рассела, Джорджа Эдварда Мура и Джона Эллиса Мак-Таггарта (мотивацией названия послужили черты портретного сходства с классической иллюстрацией, особенно у Рассела (Болванщик), постоянные дискуссии и интерес к проблемам языка). Также это именование носит неформальная группа российских учёных (большая часть из них — преподаватели высших учебных заведений центральной России), интересующихся преимущественно философией и теорией языка.
- Значительный ряд имён, связанных с книгой, от прототипа героини, Алисы Лидделл, до косвенно названных в основном повествовании персонажей (папаша Уильям, Дина) были использованы для именования малых планет[155].